# Elite League
Elite League (tiếng Hàn: 대학 전쟁) là một chương trình truyền hình thực tế của Hàn Quốc, nơi quy tụ sinh viên từ các trường đại học danh tiếng ở Hàn Quốc và nước ngoài so tài với nhau bằng cách giải các câu đố trí tuệ. Mùa đầu tiên của chương trình được công chiếu vào ngày 3 tháng 11 năm 2023 trên Coupang Play. Tiếp nối mùa đầu tiên, mùa thứ 2 được công chiếu vào ngày 15 tháng 11 năm 2024 trên Coupang Play.

## Định dạng
Nội dung chính của chương trình gồm có sự góp mặt của đại diện sinh viên đến từ nhiều trường đại học tại Hàn Quốc. Chương trình này sẽ kiểm tra năng lực của người tham gia về toán học, tư duy và khả năng ghi nhớ, được gói gọn dưới dạng thử thách. Người tham gia thực hiện các nhiệm vụ có độ khó chưa từng có, bao gồm tính nhẩm siêu tốc, số học, lập luận, cùng khả năng ghi nhớ siêu phàm để giành chiến thắng.
Luật chơi đầy đủ sẽ không được công bố trước. Nói cách khác, sau vòng đầu tiên, người tham gia mới có thể nắm rõ luật chơi. Chương trình truyền hình thực tế này áp dụng hình thức loại trừ cho bất kỳ đội nào không thể hoàn thành thử thách và đưa ra câu trả lời đúng. Hình ảnh giới thiệu của đội bị loại sẽ bị xé nát ngay trước khi ra về.
Một vòng đấu của Elite League bao gồm một trận đấu tuyển chọn "Át chủ bài" của đội, một trận đấu "Át chủ bài", một trận đấu chính và một trận đấu tử chiến. Trong mùa 2, trận đấu tuyển chọn "Át chủ bài" và trận đấu "Át chủ bài" đã được thay thế bằng trận đấu nhận đặc quyền.
- Trận đấu tuyển chọn "Át chủ bài": Người chơi từ tất cả các đội đều được tham gia, mỗi đội sẽ có 1 người được chọn làm "Át chủ bài" (đại diện của đội) theo nguyên tắc ai đến trước sẽ được chọn trước.
- Trận đấu "Át chủ bài": Người chơi đứng đầu trong trận tuyển chọn sẽ đề cử một "Át chủ bài" của đội khác để chơi một trận đối kháng 1:1. Đội chiến thắng sẽ nhận được một đặc quyền có thể được sử dụng trong trận đấu chính. Thông tin về đặc quyền chỉ được tiết lộ sau phần giải thích về luật chơi của trận đấu chính.
- Trận đấu nhận đặc quyền: Người chơi từ tất cả các đội chưa bị loại đều được tham gia, người chơi giỏi nhất được xác định thông qua các kỹ năng giải quyết vấn đề khác nhau. Đội chiến thắng sẽ nhận được một đặc quyền có thể được sử dụng trong trận đấu chính.
- Trận đấu chính: Người chơi từ tất cả các đội chưa bị loại đều được tham gia. Tất cả các đội ngoại trừ 2 đội đứng cuối bảng, đều được đi tiếp và tiến vào vòng tiếp theo.
- Trận đấu tử chiến: 2 đội đứng cuối bảng trong trận đấu chính sẽ phải đối mặt với trận đấu tử chiến. Đội chiến thắng sẽ vào vòng tiếp theo, đội thua sẽ là đội bị loại của vòng đó và rời khỏi chương trình.

Vòng chung kết sẽ chỉ bao gồm 3 trận đấu chính thức, và đội nào thắng 2 vòng trước sẽ là đội chiến thắng. Đội chiến thắng chung cuộc sẽ được cấp học bổng trị giá 10 triệu won/người, tổng cộng là 40 triệu won.

## Các đội tham gia
Mùa 1 gồm 5 đội, mỗi đội có 4 sinh viên đại diện cho các trường đại học khác nhau. Các đội sẽ tranh tài qua nhiều vòng thi đấu và câu hỏi trắc nghiệm để kiểm tra trí thông minh. Các thí sinh được tuyển chọn từ sinh viên của Đại học Quốc gia Seoul (SNU), Viện Khoa học và Công nghệ Tiên tiến Hàn Quốc (KAIST), Đại học Khoa học và Công nghệ Pohang (POSTECH), Đại học Yonsei và Đại học Hàn Quốc (KU) thông qua bài kiểm tra đầu vào nghiêm ngặt. Ở vòng thứ hai, sau khi 1 đội bị loại, các sinh viên Hàn Quốc hoặc sinh viên Mỹ gốc Hàn Quốc từ Đại học Harvard đã tham gia chương trình. Nói cách khác, thực tế có tổng cộng 6 đội tham gia và 24 người chơi.
| Trường đại học | Trường đại học                       | Tên thí sinh   | Tên thí sinh                          | Chuyên ngành | Ghi chú |
| -------------- | ------------------------------------ | -------------- | ------------------------------------- | --- | --- |
|                | Đại học Quốc gia Seoul               |                | Kyung Do-hyun                         | Khoa Kinh tế khóa 23 | - Thủ khoa Trường Khoa học Xã hội của Đại học Quốc gia Seoul - Đạt hạng 4 trên toàn quốc chỉ với 1 lỗi sai trong Kỳ thi kiểm tra năng lực học thuật Đại học |
|                | Đại học Quốc gia Seoul               | Park Hyun-min  | Khoa Tâm lý học khóa 23               | - Trúng tuyển vào Đại học Quốc gia Seoul sau 1 năm học tập ở bậc trung học - Luôn đạt A+ tất cả các học kỳ                                                     | |
|                | Đại học Quốc gia Seoul               | Song Hyun-seok | Khoa Kỹ thuật thông tin điện khóa 22  | - Trúng tuyển đồng thời vào Đại học Quốc gia Seoul và KAIST - Tổng điểm thi đạt hạng 2 tại Trường Trung học phổ thông Khoa học Hansung                         | |
|                | Đại học Quốc gia Seoul               | Jung Hyun-bin  | Khoa Dự bị Y khoa khóa 21             | - Đạt điểm tuyệt đối trong Kỳ thi kiểm tra năng lực học thuật Đại học - Từ khoa Nha khoa Đại học Quốc gia Seoul chuyển sang khoa Y khoa Đại học Quốc gia Seoul | |
|                | KAIST                                |                | So Hyun-ji                            | Khoa Kinh doanh và Công nghệ khóa 20 | - Đại sứ chính thức của KAIST - Ước mơ trở thành doanh nhân trong tương lai                                                                                 |
|                | KAIST                                | Yang Joon-hyuk | Khoa Toán học khóa 20                 | - Nhận học bổng Tổng thống của KAIST - Đạt giải Vàng cuộc thi Toán học Quốc tế                                                                                 | |
|                | KAIST                                | Choi Seo-yeon  | Khoa Kỹ thuật Điện và Điện tử khóa 20 | - Hạng 1 toàn trường trong suốt thời gian học trung học - Bộ não 4 chiều nhanh nhẹn và hoạt bát                                                                | |
|                | KAIST                                | Heo Sung-bum   | Khoa Khoa học Máy tính khóa 19        | - Học bổng từ Học viện Khoa học Hàn Quốc dành cho học sinh giỏi - Điểm tuyệt đối phần thi ghi nhớ trong bài kiểm tra đầu vào                                   | |
|                | Đại học Khoa học và Công nghệ Pohang |                | Moon So-yul                           | Khoa Mueunjae khóa 23 | - Học Cao đẳng Kỹ thuật Làm đẹp - Sinh viên kỹ thuật với nền tảng khai phóng                                                                                |
|                | Đại học Khoa học và Công nghệ Pohang | Shin Jae-yoon  | Khoa Vật lý khóa 20                   | - Nhận Học bổng Khoa học của Tổng thống - Nhà sưu tập giải thưởng về khoa học                                                                                  | |
|                | Đại học Khoa học và Công nghệ Pohang | Shin Min-sub   | Khoa Khoa học Máy tính khóa 19        | - Trúng tuyển đồng thời vào Đại học Khoa học và Công nghệ Pohang và KAIST - Sinh viên năm cuối ngành Kỹ thuật máy tính                                         | |
|                | Đại học Khoa học và Công nghệ Pohang | Lee Hyun-soo   | Khoa Kỹ thuật Hóa học khóa 20         | - Có chỉ số IQ 152 - Đội trưởng đội cổ vũ của POSTECH | |
|                | Đại học Yonsei                       |                | Kim Ki-hong                           | Khoa Dược khóa 23 | - Ngoại hình nổi bật nhất trong đội - Đỗ khoa Dược khi đi nghĩa vụ                                                                                          |
|                | Đại học Yonsei                       | Park Na-yoon   | Khoa Răng Hàm Mặt khóa 22             | - Nhận học bổng tại Trường Nha khoa Yonsei - Giải tỏa căng thẳng bằng cách học tập                                                                             | |
|                | Đại học Yonsei                       | Son Ju-hyung   | Khoa Cơ khí khóa 22                   | - Đạt A+ tất cả các môn học - Đam mê hàng không vũ trụ | |
|                | Đại học Yonsei                       | Cho Hyun-jun   | Khoa Răng Hàm Mặt khóa 22             | - Người duy nhất đạt điểm tuyệt đối trong bài kiểm tra đầu vào - Có sở thích tính nhẩm                                                                         | |
|                | Đại học Hàn Quốc                     |                | Kim Jung-min                          | Khoa Kinh doanh khóa 22 | - Đam mê các trò chơi trí tuệ - Cựu phó chủ tịch của lớp A                                                                                                  |
|                | Đại học Hàn Quốc                     | Lee Dong-kyu   | Khoa Toán học khóa 19                 | - Ước mơ đoạt Huy chương Fields - "Phát cuồng" vì Toán học | |
|                | Đại học Hàn Quốc                     | Lee Ji-soo     | Khoa Vật lý khóa 23                   | - Nữ hoàng của khoa Vật lý - Ước mơ trở thành Giáo viên Vật lý                                                                                                 | |
|                | Đại học Hàn Quốc                     | Chae Seung-min | Khoa Thống kê khóa 21                 | - Giành được hơn 60 giải thưởng trong thời gian học trung học - Giỏi trong cả việc học tập và tập luyện thể thao                                               | |
|                | Đại học Harvard                      |                | David Kwak                            | Khoa Toán học khóa 19 | - Thiên tài Toán học, nghệ sĩ violin - Năng khiếu bẩm sinh về Toán học                                                                                      |
|                | Đại học Harvard                      | Janice Nam     | Khoa Toán ứng dụng khóa 20            | - Chủ tịch Hội sinh viên Hàn Quốc tại Harvard - Lãnh đạo có sức hút lôi cuốn nhẹ nhàng                                                                         | |
|                | Đại học Harvard                      | Ray Noh        | Khoa Kỹ thuật cơ khí khóa 21          | - Nhà sáng chế máy giặt của tương lai - Người đam mê trò chơi trí tuệ                                                                                          | |
|                | Đại học Harvard                      | Sky Jung       | Khoa Khoa học Máy tính khóa 21        | - Thiên tài lập trình - Nhà sáng lập khởi nghiệp tiềm năng | |

| Trường đại học | Trường đại học                       | Tên thí sinh                   | Tên thí sinh                                | Chuyên ngành | Ghi chú |
| -------------- | ------------------------------------ | ------------------------------ | ------------------------------------------- | --- | --- |
|                | Đại học Quốc gia Seoul               |                                | Jo Jun-hyeong                               | Khoa Răng Hàm Mặt khóa 24 | - Thần đồng Toán học - Chọn Lý II và Hóa II                                                                    |
|                | Đại học Quốc gia Seoul               | Kim Gyu-min                    | Khoa Toán học khóa 24                       | - Hạng 1 trong bài kiểm tra đầu vào - Được tuyển thẳng vào Trường Khoa học Công nghệ của Đại học Quốc gia Seoul                           | |
|                | Đại học Quốc gia Seoul               | Yook Jun-hyeong                | Khoa Dự bị Y khoa khóa 23                   | - Trúng tuyển vào Đại học Quốc gia Seoul mà không cần học trường tư thục - Chỉ sai 2 câu trong Kỳ thi kiểm tra năng lực học thuật Đại học | |
|                | Đại học Quốc gia Seoul               | Woo Soo-han                    | Khoa Kỹ thuật Điện và Máy tính khóa 24      | - Hạng 2 trong bài kiểm tra đầu vào - Thiên tài đến từ Đảo Geoje                                                                          | |
|                | KAIST                                |                                | Park Ji-sung                                | Khoa Kỹ thuật Điện và Điện tử khóa 23 | - Từ bỏ Đại học Quốc gia Seoul để học KAIST - Tính nhẩm phép nhân 2 chữ số trong 4 giây                        |
|                | KAIST                                | Oh Hyung-seok                  | Khoa Máy tính khóa 23                       | - Chọn KAIST thay vì trường Y - Chỉ sai 5 câu trong Kỳ thi kiểm tra năng lực học thuật Đại học                                            | |
|                | KAIST                                | Choi Yu-chan                   | Khoa Kỹ thuật và Hệ thống bán dẫn khóa 23   | - Toàn thắng mọi cuộc thi của Trường Trung học phổ thông Khoa học Incheon - Nhận học bổng của Khoa Kỹ thuật và Hệ thống bán dẫn           | |
|                | KAIST                                | Hwang Gi-hyeon                 | Khoa Hóa học khóa 22                        | - Hạng 1 môn Toán Trường Trung học phổ thông Khoa học Busan - Từ bỏ POSTECH để học KAIST                                                  | |
|                | Đại học Khoa học và Công nghệ Pohang |                                | Jeon Ji-sung                                | Khoa Kỹ thuật Bán dẫn khóa 24 | - Từ bỏ Đại học Quốc gia Seoul và KAIST để học POSTECH - Giải Nhất Quốc gia Thế vận hội Robot Quốc tế          |
|                | Đại học Khoa học và Công nghệ Pohang | Choi Jin-hyeon                 | Khoa Kỹ thuật Điện khóa 23                  | - "Cỗ máy ghi nhớ" của POSTECH - Giải thưởng Học sinh Ưu tú của trường                                                                    | |
|                | Đại học Khoa học và Công nghệ Pohang | Ha Min-su                      | Khoa Toán học khóa 20                       | - Từ hạng 150 lên hạng 10 toàn trường - Thần kinh thép                                                                                    | |
|                | Đại học Khoa học và Công nghệ Pohang | Lee ju-yeong                   | Khoa Mueunjae khóa 24                       | - Đại diện Trường Trung học phổ thông Khoa học Gangwon trong cuộc thi Scholarship Quiz - Hạng 1 môn Vật lý toàn trường                    | |
|                | Đại học Yonsei                       |                                | Park Se-hwan                                | Khoa Dự bị Răng Hàm Mặt khóa 24 | - Hạng 3 trong bài kiểm tra đầu vào - Hạng 1 toàn trường Trung học phổ thông Khoa học Gyeonggibuk              |
|                | Đại học Yonsei                       | Yang Hyeon-seung               | Khoa Y khoa khóa 22                         | - Thủ khoa đầu ra Trường Trung học phổ thông Khoa học Daejeon - Giải đồng cuộc thi Toán Quốc tế                                           | |
|                | Đại học Yonsei                       | Lee Seung-chan                 | Khoa Kỹ thuật và Hệ thống bán dẫn khóa 22   | - Nhận giải Tài năng của Hàn Quốc - Đại diện quốc gia tham dự Hội chợ Khoa học và Kỹ thuật Quốc tế                                        | |
|                | Đại học Yonsei                       | Im Jeong-hoon                  | Khoa Kỹ thuật và Quy hoạch đô thị khóa 24   | - Chuyên Toán Trường Trung học phổ thông Khoa học Gwangju - Nhớ được 440 chữ số của số pi                                                 | |
|                | Đại học Hàn Quốc                     |                                | Kang Ra-el                                  | Khoa Dự bị Y khoa khóa 23 | - Top 10 Viện Hàn lâm Khoa học Hàn Quốc KAIST - Chọn Đại học Hàn Quốc thay vì KAIST                            |
|                | Đại học Hàn Quốc                     | Seo Ha-eun                     | Khoa Kỹ thuật Quản lý công nghiệp khóa 22   | - Trúng tuyển vào Đại học Hàn Quốc mà không cần học trường tư - Đam mê trò chơi chiến thuật                                               | |
|                | Đại học Hàn Quốc                     | Lee Hyeon-seung                | Khoa Y khoa khóa 20                         | - Điểm trung bình môn đạt hạng 3 Trường Trung học phổ thông Khoa học Sejong - Son Suk-ku của Đại học Hàn Quốc                             | |
|                | Đại học Hàn Quốc                     | Choi Seong-hyeon               | Khoa Kỹ thuật Năng lượng tích hợp khóa 22   | - GPA 4.36 - Giỏi toàn diện | |
|                | Đại học Oxford                       |                                | Choi Won-jin (Sunny Choi)                   | Khoa Kỹ thuật khóa 22 | - Top 5% Cuộc thi Toán Hoa Kỳ - Min Hyo-rin của Oxford                                                         |
|                | Đại học Oxford                       | Ha Eun (Eun Hah)               | Khoa Toán học và Khoa học Máy tính khóa 23  | - Nhận học bổng Khoa học tự nhiên của Tổng thống - Từ bỏ khoa Khoa học Máy tính của Đại học Quốc gia Hàn Quốc để học Oxford               | |
|                | Đại học Oxford                       | Lee Seung-chan (Kevin Lee)     | Khoa Kinh tế và Triết học chính trị khóa 21 | - Thủ khoa đầu vào của Oxford với điểm thi tuyệt đối - Giải nhất Quốc gia Cuộc thi Robot Quốc tế                                          | |
|                | Đại học Oxford                       | Jang Moon-hyeok (Joshua Chang) | Khoa Khoa học Máy tính và Triết học khóa 22 | - Nhiều giải thưởng từ các Cuộc thi Toán học Quốc tế - Chủ tịch Hiệp hội Oxford Hàn Quốc                                                  | |
|                | Đại học MIT                          |                                | Heo Seo-yoon (Kelly Heo)                    | Khoa Công nghệ Sinh học khóa 22 | - Tốt nghiệp trường Trung học phổ thông danh tiếng tại Mỹ - Một Nhân viên y tế của MIT mơ ước trở thành bác sĩ |
|                | Đại học MIT                          | Lee Da-eun (Catherine Lee)     | Khoa Kinh tế và Khoa học Máy tính khóa 22   | - Điểm SAT tuyệt đối 1600 - Điểm tuyệt đối phần câu hỏi ghi nhớ trong bài kiểm tra đầu vào                                                | |
|                | Đại học MIT                          | Park Min-seok (Eli Park)       | Khoa Khoa học Máy tính khóa 23              | - Top 1% các cuộc thi Toán học ở Mỹ - Điểm tuyệt đối ở MIT                                                                                | |
|                | Đại học MIT                          | Jeon Hyeon-woo (Daniel Jeon)   | Khoa Vật lý khóa 23                         | - Huy chương vàng Thế vận hội Vật lý Hoa Kỳ - 3 huy chương vàng từ các trường Đại học danh tiếng ở Hoa Kỳ                                 | |

## Danh sách tập
| Mùa | Mùa | Số tập | Số tập | Phát sóng gốc        | Phát sóng gốc        |
| Mùa | Mùa | Số tập | Số tập | Phát sóng lần đầu    | Phát sóng lần cuối   |
| --- | --- | ------ | ------ | -------------------- | -------------------- |
|     | 1   | 8      | 8      | 3 tháng 11 năm 2023  | 15 tháng 12 năm 2023 |
|     | 2   | 8      | 8      | 15 tháng 11 năm 2024 | 27 tháng 12 năm 2024 |

| Mùa 1 |   |                                                                                       |               |                      |
| 1 | 1 | "0.1%"                                                                                | 1 giờ 10 phút | 3 tháng 11 năm 2023  |
| Sinh viên từ các trường đại học danh tiếng nhất Hàn Quốc đã tụ họp để xác định thứ hạng thực sự của mình, đặt danh dự của trường vào thế nguy hiểm. KHÔNG chính trị, KHÔNG liên minh. Tất cả những gì bạn cần trong cuộc chiến này là trí tuệ.                                                              |   |                                                                                       |               |                      |
| 2 | 2 | "Đối thủ"                                                                             | 1 giờ 6 phút  | 3 tháng 11 năm 2023  |
| Đội được đi tiếp trong trận đấu chính đầu tiên sẽ được công bố. Giữa sự sống còn và loại trừ, đội đầu tiên bị loại đã lộ diện trong trận đấu khốc liệt của 2 trường đại học ở trận đấu tử chiến. |   |                                                                                       |               |                      |
| 3 | 3 | "Đẳng cấp thế giới"                                                                   | 1 giờ 3 phút  | 10 tháng 11 năm 2023 |
| Sự xuất hiện của trường đại học danh giá nhất thế giới - Harvard. Bình minh của một cuộc chiến mới đã bắt đầu. Những thí sinh tham gia chào đón ngày thứ hai với cảm giác căng thẳng hơn. Ai trong số họ sẽ là người có khả năng lập luận tốt nhất?                                                         |   |                                                                                       |               |                      |
| 4 | 4 | "Tín hiệu lẫn lộn" Chuyển ngữ: "Eotgllin sigeuneol" (tiếng Hàn Quốc: 엇갈린 시그널)   | 58 phút       | 17 tháng 11 năm 2023 |
| Những tín hiệu lẫn lộn và một sai lầm chết người. Trong một trận đấu khó lường, kết quả gây sốc của trận đấu chính thứ hai dần được tiết lộ. Đội tiếp theo sẽ phải rời khỏi căn cứ là trường nào? |   |                                                                                       |               |                      |
| 5 | 5 | "Bàn tay của vị thần" Chuyển ngữ: "Sin-eui han su" (tiếng Hàn Quốc: 신의 한 수)       | 1 giờ 10 phút | 24 tháng 11 năm 2023 |
| Trận chiến liên minh đầu tiên trong 'University War'! Trận đấu chính với những pha hành động nghẹt thở xen lẫn nước mắt đã chính thức được tiết lộ. "Nữ thần chiến thắng" sẽ ưu ái cho đội nào? |   |                                                                                       |               |                      |
| 6 | 6 | "Trận đấu tiếp sức" Chuyển ngữ: "Rillei Maechi" (tiếng Hàn Quốc: 릴레이 매치)         | 1 giờ 13 phút | 1 tháng 12 năm 2023  |
| Kết quả trận đấu sinh tử giữa Đại học Yonsei và Đại học Hàn Quốc được công bố. Cuối cùng cũng đến lúc quyết định đội nào sẽ vào chung kết. Giờ đây, trận đấu tiếp sức 1:1, người chiến thắng sẽ giành được tất cả, đó là nơi mỗi cá nhân phải thể hiện khả năng của mình.                                   |   |                                                                                       |               |                      |
| 7 | 7 | "Chiến lược chiến thắng" Chuyển ngữ: "Philseung jeonryak" (tiếng Hàn Quốc: 필승 전략) | 1 giờ 9 phút  | 8 tháng 12 năm 2023  |
| Trận đấu chính thức cuối cùng với tấm vé vào chung kết. Số phận của đội, vốn chỉ thay đổi bởi điểm số và trận đấu tử chiến cuối cùng để tiến vào chung kết đã được tiết lộ. |   |                                                                                       |               |                      |
| 8 | 8 | "Sắp xếp trình tự" Chuyển ngữ: "Seoyeol jeongni" (tiếng Hàn Quốc: 서열 정리)          | 1 giờ 30 phút | 15 tháng 12 năm 2023 |
| Trận chung kết được mong đợi từ lâu đã chính thức bắt đầu. Một trận chung kết chưa từng có tiền lệ, đòi hỏi tất cả các kỹ năng bao gồm tính toán, chiến lược và nhận thức không gian. Đội nào cuối cùng sẽ giành được danh hiệu "Trường đại học số 1"?                                                      |   |                                                                                       |               |                      |
| Mùa 2 |   |                                                                                       |               |                      |
| 9 | 1 | "Vị trí số 1"                                                                         | 1 giờ 21 phút | 15 tháng 11 năm 2024 |
| Một trò chơi sinh tồn sử dụng trí tuệ thuần túy 100%. Hãy giành một thứ hạng mới cho trường đại học của mình. Những thí sinh có trí tuệ mạnh hơn sẽ có nhiều khả năng chiến thắng... Một cuộc chiến trí tuệ khốc liệt và gay cấn chính thức bắt đầu.                                                        |   |                                                                                       |               |                      |
| 10 | 2 | "Sự cạnh tranh vô tận" Chuyển ngữ: "Muhan Gyeongjaeng" (tiếng Hàn Quốc: 무한 경쟁)    | 1 giờ 2 phút  | 15 tháng 11 năm 2024 |
| Câu đố dần được tăng độ khó, đội giành chiến thắng trong trận đấu chính đầu tiên được tiết lộ, trận đấu tử chiến để xác định đội đầu tiên bị loại đã bắt đầu. |   |                                                                                       |               |                      |
| 11 | 3 | "Trò chơi Kim tự tháp" Chuyển ngữ: "Piramideu Geim" (tiếng Hàn Quốc: 피라미드 게임)   | 1 giờ 6 phút  | 22 tháng 11 năm 2024 |
| Trận đấu tử chiến thứ hai bắt đầu. Xúc xắc được tung ra để quyết định số phận của 2 đội, chỉ có 1 đội được đi tiếp và trở về căn cứ. Cuộc chiến cân não đang diễn ra, đội nào sẽ vươn lên dẫn đầu trong trò chơi Kim tự tháp?                                                                               |   |                                                                                       |               |                      |
| 12 | 4 | "Điểm CSAT tuyệt đối" Chuyển ngữ: "Suneung Manjeom" (tiếng Hàn Quốc: 수능 만점)       | 1 giờ 16 phút | 29 tháng 11 năm 2024 |
| Kỳ thi CSAT có độ khó cao nhất từ trước đến nay, khiến ngay cả 0,1% thiên tài hàng đầu cũng phải dè chừng đã dần được tiết lộ. Trong tình thế tuyệt vọng không lối thoát, đội nào sẽ nhận được điểm thấp nhất và bước thẳng vào trận đấu tử chiến?                                                          |   |                                                                                       |               |                      |
| 13 | 5 | "Tỉ lệ thành công" Chuyển ngữ: "Seungbusu" (tiếng Hàn Quốc: 승부수)                   | 1 giờ 2 phút  | 6 tháng 12 năm 2024  |
| 2 đội gặp nhau trong trận đấu tử chiến, mỗi nước đi sẽ khiến họ vui hoặc buồn. Đội tiếp theo phải rời khỏi căn cứ sẽ được tiết lộ. Trong một trận đấu mà lòng tự trọng của mỗi đội bị đe dọa, ai sẽ được hưởng đặc quyền trong một trận đấu mà tương lai là điều không thể đoán trước?                      |   |                                                                                       |               |                      |
| 14 | 6 | "Trắng và Đen" Chuyển ngữ: "Beullaek aen hwaiteu" (tiếng Hàn Quốc: 블랙 앤 화이트)    | 1 giờ 1 phút  | 13 tháng 12 năm 2024 |
| Từ kẻ thù của ngày hôm qua đến đồng đội của ngày hôm nay, trận đấu liên minh được mong đợi từ lâu đã chính thức bắt đầu. Hãy trở thành một chú ngựa trên bàn cờ và dẫn dắt đội đến chiến thắng. Một loạt các cuộc chiến tâm lý nghẹt thở với những diễn biến khó lường. Liên minh nào sẽ giành chiến thắng? |   |                                                                                       |               |                      |
| 15 | 7 | "Người thay đổi cuộc chơi" Chuyển ngữ: "Geim Cheinjeo" (tiếng Hàn Quốc: 게임 체인저)  | 1 giờ 16 phút | 20 tháng 12 năm 2024 |
| Liên minh sụp đổ và họ trở thành kẻ thù. Một trận đấu sinh tử lại bắt đầu. Đội nào sẽ lọt vào bán kết? |   |                                                                                       |               |                      |
| 16 | 8 | "Mảnh ghép cuối cùng" Chuyển ngữ: "Majimak Pheojeul" (tiếng Hàn Quốc: 마지막 퍼즐)    | 2 giờ         | 27 tháng 12 năm 2024 |
| Trong Mùa 2 của 'University War', một bảng xếp hạng mới đã được thiết lập. Chỉ có một trường đại học duy nhất vượt qua được những thử thách khắc nghiệt và vươn lên dẫn đầu. Ai sẽ là đội chiến thắng trong trận chung kết?                                                                                 |   |                                                                                       |               |                      |

### Tóm tắt trò chơi
| 1 | 1 – 2 | Bộ Não Điện Tử         | SNU                               | Jung Hyun-bin                     | Tìm Số Nguyên Tố    |         | Jung Hyun-bin | 300                | YONSEI  | YONSEI | Bắn Cung Bằng Số | KAIST  |  |  |  |  |
| 1 | 1 – 2 | Bộ Não Điện Tử         | POSTECH                           | Shim Min-sub                      | Tìm Số Nguyên Tố    | KU      | KU            | 300                |         |        | Bắn Cung Bằng Số | KAIST  |  |  |  |  |
| 1 | 1 – 2 | Bộ Não Điện Tử         | KU                                | Chae Seung-min                    | Tìm Số Nguyên Tố    | SNU     | SNU           | 300                |         |        | Bắn Cung Bằng Số | KAIST  |  |  |  |  |
| 1 | 1 – 2 | Bộ Não Điện Tử         | YONSEI                            | Park Na-yoon                      | Tìm Số Nguyên Tố    | KAIST   | Jung Hyun-bin | 300                | POSTECH |        | Bắn Cung Bằng Số | KAIST  |  |  |  |  |
| 1 | 1 – 2 | Bộ Não Điện Tử         | KAIST                             | Heo Sung-bum                      | Tìm Số Nguyên Tố    | KAIST   | Jung Hyun-bin | 300                | POSTECH |        | Bắn Cung Bằng Số | KAIST  |  |  |  |  |
| 2 | 3 – 4 | Con Số Hoàn Hảo        | YONSEI                            | Kim Ki-hong                       | Trò Chơi Thăng Bằng |         | Janice        | Điều Tra Tín Hiệu  | SNU     | SNU    | Con Số Pixel     | YONSEI |  |  |  |  |
| 2 | 3 – 4 | Con Số Hoàn Hảo        | KAIST                             | So Hyun-ji                        | Trò Chơi Thăng Bằng | KU      | KU            | Điều Tra Tín Hiệu  |         |        | Con Số Pixel     | YONSEI |  |  |  |  |
| 2 | 3 – 4 | Con Số Hoàn Hảo        | KU                                | Lee Dong-kyu                      | Trò Chơi Thăng Bằng | HARVARD | HARVARD       | Điều Tra Tín Hiệu  |         |        | Con Số Pixel     | YONSEI |  |  |  |  |
| 2 | 3 – 4 | Con Số Hoàn Hảo        | SNU                               | Song Hyun-seok                    | Trò Chơi Thăng Bằng | YONSEI  | Janice        | Điều Tra Tín Hiệu  | KAIST   |        | Con Số Pixel     | YONSEI |  |  |  |  |
| 2 | 3 – 4 | Con Số Hoàn Hảo        | HARVARD                           | Janice                            | Trò Chơi Thăng Bằng | YONSEI  | Janice        | Điều Tra Tín Hiệu  | KAIST   |        | Con Số Pixel     | YONSEI |  |  |  |  |
| 3 | 5 – 6 | Sinh Nhật              | YONSEI                            | Kim Ki-hong                       | Cờ Ca-rô Bịt Mắt    |         | Jung Hyun-bin | Cờ Người Câm       | HARVARD | SNU    | Match & Mix      | KU     |  |  |  |  |
| 3 | 5 – 6 | Sinh Nhật              | SNU                               | Jung Hyun-bin                     | Cờ Ca-rô Bịt Mắt    |         | Jung Hyun-bin | Cờ Người Câm       | HARVARD | SNU    | Match & Mix      | KU     |  |  |  |  |
| 3 | 5 – 6 | Sinh Nhật              | HARVARD                           | Ray                               | Cờ Ca-rô Bịt Mắt    |         | Jung Hyun-bin | Cờ Người Câm       | HARVARD | SNU    | Match & Mix      | KU     |  |  |  |  |
| 3 | 5 – 6 | Sinh Nhật              | KU                                | Lee Ji-soo                        | Cờ Ca-rô Bịt Mắt    |         | Jung Hyun-bin | Cờ Người Câm       | HARVARD | SNU    | Match & Mix      | KU     |  |  |  |  |
| 4 | 6 – 7 | Lần Theo Xúc Xắc       | Tất cả các đội (SNU, KU, HARVARD) | Tất cả các đội (SNU, KU, HARVARD) | Thi Tiếp Sức        | SNU     | SNU           | Tìm Nhóm Tính Cách | KU      | KU     | Oẳn Tù Tì Lăn!   | SNU    |  |  |  |  |
| 5 | 8     |                        |                                   |                                   |                     |         |               | Hầm Công Thức      | SNU     | SNU    |                  |        |  |  |  |  |
| 5 | 8     | Chiến Thuật Thoát Hiểm | KU                                | KU                                |                     |         |               |                    |         |        |                  |        |  |  |  |  |
| 5 | 8     | Tìm Hình Ẩn            | SNU                               | SNU                               |                     |         |               |                    |         |        |                  |        |  |  |  |  |

| Ngày | Ngày  | Trận đấu nhận đặc quyền  | Trận đấu nhận đặc quyền  | Trận đấu nhận đặc quyền  | Trận đấu chính           | Trận đấu chính           | Trận đấu chính           | Trận đấu chính           | Trận đấu tử chiến   | Trận đấu tử chiến        |
| #    | Tập   | Trò chơi                 | Thí sinh/Đội chiến thắng | Thí sinh/Đội chiến thắng | Trò chơi                 | Thí sinh/Đội chiến thắng | Thí sinh/Đội chiến thắng | Thí sinh/Đội chiến thắng | Trò chơi            | Thí sinh/Đội chiến thắng |
| ---- | ----- | ------------------------ | ------------------------ | ------------------------ | ------------------------ | ------------------------ | ------------------------ | ------------------------ | ------------------- | ------------------------ |
| 1    | 1 – 3 | Chọn "Át chủ bài"        | SNU                      | Kim Gyu-min              | Xếp Hình Biểu Thức       | SNU                      | SNU                      | SNU                      | Điều Tra Tín Hiệu 2 | KAIST                    |
| 1    | 1 – 3 | Chọn "Át chủ bài"        | SNU                      | Kim Gyu-min              | Xếp Hình Biểu Thức       | YONSEI                   |                          |                          | Điều Tra Tín Hiệu 2 | KAIST                    |
| 1    | 1 – 3 | Chọn "Át chủ bài"        | SNU                      | Kim Gyu-min              | Xếp Hình Biểu Thức       | POSTECH                  | POSTECH                  | POSTECH                  | Điều Tra Tín Hiệu 2 | MIT                      |
| 1    | 1 – 3 | Chọn "Át chủ bài"        | SNU                      | Kim Gyu-min              | Xếp Hình Biểu Thức       | OXFORD                   | OXFORD                   | OXFORD                   | Cờ Vua Oẳn Tù Tì    | KAIST                    |
| 1    | 1 – 3 | Chọn "Át chủ bài"        | SNU                      | Kim Gyu-min              | Xếp Hình Biểu Thức       | KU                       | KAIST                    | MIT                      | Cờ Vua Oẳn Tù Tì    | KAIST                    |
| 2    | 4 – 5 | Trò Chơi Kim Tự Tháp     | KAIST                    | KAIST                    | Thi Đại Học Không Cần Đề | KAIST                    | KAIST                    | KAIST                    | Cờ Ca-rô Bằng Toán  | POSTECH                  |
| 2    | 4 – 5 | Trò Chơi Kim Tự Tháp     | KAIST                    | KAIST                    | Thi Đại Học Không Cần Đề | SNU                      |                          |                          | Cờ Ca-rô Bằng Toán  | POSTECH                  |
| 2    | 4 – 5 | Trò Chơi Kim Tự Tháp     | KAIST                    | KAIST                    | Thi Đại Học Không Cần Đề | YONSEI                   |                          |                          | Cờ Ca-rô Bằng Toán  | POSTECH                  |
| 2    | 4 – 5 | Trò Chơi Kim Tự Tháp     | KAIST                    | KAIST                    | Thi Đại Học Không Cần Đề | OXFORD                   |                          |                          | Cờ Ca-rô Bằng Toán  | POSTECH                  |
| 3    | 5 – 7 | Sudoku Bịt Mắt           | KAIST                    | Hwang Gi-hyeon           | Chiến Thuật Thoát Hiểm 2 | KAIST                    | YONSEI                   | YONSEI                   | Dãy Số Cầu Vòng     | SNU                      |
| 4    | 8     |                          |                          |                          | Giải Mật Mã              | SNU                      | SNU                      | KAIST                    |                     |                          |
| 5    | 8     | Mê Cung Ba Lớp           | SNU                      | SNU                      | SNU                      |                          |                          |                          |                     |                          |
| 5    | 8     | Biểu Thức Chiếm Lãnh Thổ | SNU                      | SNU                      | SNU                      |                          |                          |                          |                     |                          |

#### Bảng xếp hạng các đội
|        | Đội được đi tiếp vào vòng tiếp theo sau khi thắng Trận đấu Tử chiến                   |
|        | Đội bị loại trong Trận đấu Tử chiến                                                   |
|        | Đội đã thắng vòng đấu                                                                 |
|        | Đội đã thua vòng đấu                                                                  |
| dagger | Đội được tiến vào trận đấu "Át chủ bài" nhưng đã thua                                 |
| ‡      | Đội chiến thắng trong trận đấu "Át chủ bài" và nhận được đặc quyền cho trận đấu chính |
| ĐT     | Đội được đi tiếp                                                                      |
| L      | Đội bị loại                                                                           |
| TTĐTC  | Đội thắng Trận đấu Tử chiến                                                           |

| Trường  | Ngày  | Ngày  | Ngày  | Ngày    | Ngày  | Ngày  | Ngày  | Thứ hạng   |
| Trường  | 1     | 2     | 3     | 4       | 5     | 5     | 5     | Thứ hạng   |
| ------- | ----- | ----- | ----- | ------- | ----- | ----- | ----- | ---------- |
| SNU     | ĐT ‡  | ĐT    | ĐT ‡  | TTĐTC ‡ | thắng | thua  | thắng | Chung cuộc |
| KU      | ĐT    | ĐT    | TTĐTC | ĐT      | thua  | thắng | thua  | 2          |
| HARVARD | —     | ĐT ‡  | ĐT    | L       |       |       |       | 3          |
| YONSEI  | ĐT    | TTĐTC | L     |         |       |       |       | 4          |
| KAIST   | TTĐTC | L     |       |         |       |       |       | 5          |
| POSTECH | L     |       |       |         |       |       |       | 6          |

|       | Đội được đi tiếp vào vòng tiếp theo sau khi thắng Trận đấu Tử chiến |
|       | Đội bị loại trong Trận đấu Tử chiến                                 |
|       | Đội đã thắng vòng đấu                                               |
|       | Đội đã thua vòng đấu                                                |
| ‡     | Đội chiến thắng trong Trận đấu nhận đặc quyền                       |
| ĐT    | Đội được đi tiếp                                                    |
| L     | Đội bị loại                                                         |
| TTĐTC | Đội thắng Trận đấu Tử chiến                                         |

| Trường  | Ngày  | Ngày  | Ngày  | Ngày | Ngày  | Ngày  | Thứ hạng   |
| Trường  | 1     | 2     | 3     | 4    | 5     | 5     | Thứ hạng   |
| ------- | ----- | ----- | ----- | ---- | ----- | ----- | ---------- |
| SNU     | ĐT ‡  | ĐT    | TTĐTC | ĐT ‡ | thắng | thắng | Chung cuộc |
| KAIST   | TTĐTC | ĐT ‡  | ĐT ‡  | ĐT   | thua  | thua  | 2          |
| YONSEI  | ĐT    | ĐT    | ĐT    | L    |       |       | 3          |
| POSTECH | ĐT    | TTĐTC | L     |      |       |       | 4          |
| OXFORD  | ĐT    | L     |       |      |       |       | 5          |
| MIT     | L     |       |       |      |       |       | 6          |
| KU      | L     |       |       |      |       |       | 7          |

## Trò chơi trí tuệ

### Lựa chọn "Át chủ bài"

#### Ngày 1: Bộ Não Điện Tử
1. Tất cả các đội sẽ giải cùng một câu hỏi. Thí sinh giải được câu hỏi sẽ nhập câu trả lời của mình vào máy tính bảng. Nếu trả lời đúng, màn hình sẽ hiện "O". Nếu trả lời sai, màn hình sẽ hiện "X".
2. Người đầu tiên trả lời đúng sẽ được coi là "Át chủ bài" của đội. "Át chủ bài" có thể mở cửa và bước ra Sảnh Chính. Ngoài "Át chủ bài" của mỗi đội, không thí sinh nào khác được bước ra Sảnh Chính.
3. Mỗi đội chỉ có thể có 1 "Át chủ bài". Và cả 5 "Át chủ bài" của 5 đội sẽ tranh tài trong Trận đấu "Át chủ bài".
4. "Bộ Não Điện Tử" là trò chơi yêu cầu thí sinh phải tính nhẩm tổng của 10 số có 3 chữ số trên màn hình.
5. Thí sinh sẽ không được phép thảo luận với nhau trong quá trình giải câu hỏi.
6. Trò chơi kết thúc khi tất cả thí sinh đều đưa ra câu trả lời đúng.

| Câu hỏi | 428 + 591 + 972 + 879 + 919 + 174 + 342 + 567 + 603 + 298 = |
| Đáp án  | 5773                                                        |

| Thứ hạng | Trường  | Thí sinh       |    | Thứ hạng | Trường         | Thí sinh |
| 1        | SNU     | Jung Hyun-bin  | 11 | SNU      | Kyung Do-hyun  |          |
| 2        | POSTECH | Shim Min-sub   | 12 | POSTECH  | Lee Hyun-soo   |          |
| 3        | KU      | Chae Seung-min | 13 | KU       | Lee Dong-kyu   |          |
| 4        | YONSEI  | Park Na-yoon   | 14 | SNU      | Park Hyun-min  |          |
| 5        | POSTECH | Moon So-yul    | 15 | KAIST    | Yang Joon-hyuk |          |
| 6        | KAIST   | Heo Sung-bum   | 16 | YONSEI   | Son Ju-hyung   |          |
| 7        | SNU     | Song Hyun-seok | 17 | KAIST    | So Hyun-ji     |          |
| 8        | POSTECH | Shin Jae-yoon  | 18 | KU       | Kim Jung-min   |          |
| 9        | YONSEI  | Cho Hyun-jun   | 19 | KU       | Lee Ji-soo     |          |
| 10       | KAIST   | Choi Seo-yeon  | 20 | YONSEI   | Kim Ki-hong    |          |

#### Ngày 2: Con Số Hoàn Hảo
1. "Con Số Hoàn Hảo" là trò chơi yêu cầu thí sinh phải điền một con số vào mỗi ô trống sao cho cả 7 câu đều đúng.
2. Trò chơi kết thúc khi tất cả thí sinh đều đưa ra câu trả lời đúng.

| Câu hỏi    | Trong câu hỏi này, số 1 xuất hiện ( ) lần Trong câu hỏi này, số 2 xuất hiện ( ) lần Trong câu hỏi này, số 3 xuất hiện ( ) lần Trong câu hỏi này, số 4 xuất hiện ( ) lần Trong câu hỏi này, số 5 xuất hiện ( ) lần Trong câu hỏi này, số 6 xuất hiện ( ) lần Trong câu hỏi này, số 7 xuất hiện ( ) lần |
| Đáp án     | 4 - 3 - 2 - 2 - 1 - 1 - 1 |
| Giải thích | Cộng 1 vào các số 5, 6 và 7, khi đó khó có thể có số lớn hơn 2. Do đó, 1 trở thành 4, 4 trở thành 2, 3 trở thành 2 và 2 trở thành 3. |

| Thứ hạng | Trường  | Thí sinh       |  | Thứ hạng | Trường  | Thí sinh       |
| 1        | YONSEI  | Kim Ki-hong    |  | 11       | SNU     | Jung Hyun-bin  |
| 2        | KAIST   | So Hyun-ji     |  | 12       | HARVARD | Ray            |
| 3        | KAIST   | Heo Sung-bum   |  | 13       | KAIST   | Yang Joon-hyuk |
| 4        | YONSEI  | Son Ju-hyung   |  | 14       | KU      | Chae Seung-min |
| 5        | KU      | Lee Dong-kyu   |  | 15       | KU      | Kim Jung-min   |
| 6        | SNU     | Song Hyun-seok |  | 16       | YONSEI  | Park Na-yoon   |
| 7        | YONSEI  | Cho Hyun-jun   |  | 17       | HARVARD | David          |
| 8        | KU      | Lee Ji-soo     |  | 18       | SNU     | Park Hyun-min  |
| 9        | SNU     | Kyung Do-hyun  |  | 19       | KAIST   | Choi Seo-yeon  |
| 10       | HARVARD | Janice         |  | 20       | HARVARD | Sky            |

#### Ngày 3: Sinh Nhật
1. "Sinh Nhật" là trò chơi yêu cầu các thí sinh học thuộc sinh nhật của 10 người trong khoảng thời gian 2 phút. Sau đó, thí sinh sẽ phải trả lời đúng sinh nhật của 1 người trong số đó.
2. Nếu trong đội không chọn được "Át chủ bài" trong thời gian giới hạn 5 phút sẽ không được tham gia vào Trận đấu "Át chủ bài".

| Albert Einstein | 1879.03.14 | Yi Sun-sin        | 1545.4.28  |
| Yu Gwan-sun     | 1902.12.16 | Marie Curie       | 1867.11.07 |
| Yi Sang         | 1910.09.23 | Jeong Yak-yong    | 1762.08.05 |
| Thomas Edison   | 1847.02.11 | Albert Schweitzer | 1875.01.14 |
| Vua Sejong      | 1397.05.15 | Leonardo da Vinci | 1452.04.15 |

| Thứ hạng | Trường  | Thí sinh      |                     | Thứ hạng | Trường         | Thí sinh |
| 1        | YONSEI  | Kim Ki-hong   | 9                   | KU       | Kim Jung-min   |          |
| 2        | SNU     | Jung Hyun-bin | 10                  | SNU      | Song Hyun-seok |          |
| 3        | HARVARD | Ray           | 11                  | SNU      | Park Hyun-min  |          |
| 4        | KU      | Lee Ji-soo    | 12                  | KU       | Chae Seung-min |          |
| 5        | YONSEI  | Cho Hyun-jun  | 13                  | YONSEI   | Park Na-yoon   |          |
| 6        | HARVARD | Sky           | Không được xếp hạng | KU       | Lee Dong-kyu   |          |
| 7        | SNU     | Kyung Do-hyun | Không được xếp hạng | HARVARD  | David          |          |
| 8        | YONSEI  | Son Ju-hyung  | Không được xếp hạng | HARVARD  | Janice         |          |

#### Ngày 4: Lần Theo Xúc Xắc
1. "Lần Theo Xúc Xắc" là trò chơi yêu cầu các thí sinh phải cộng tổng các số mà mặt của xúc xắc để lại trên đường đi.
2. Trong phần thi này, các thí sinh trả lời đúng đều được phép ra ngoài Sảnh Chính.

| Xúc Xắc | Xúc Xắc | Xúc Xắc |   | Đường di chuyển của xúc xắc | Đường di chuyển của xúc xắc | Đường di chuyển của xúc xắc | Đường di chuyển của xúc xắc | Đường di chuyển của xúc xắc | Đường di chuyển của xúc xắc |
| | 5       |         |   |                             |                             |                             | ②                           |                             | ③                           |
| 4 | 1       | 3       |   |                             |                             |                             |                             |                             |                             |
| | 2       |         |   |                             |                             |                             |                             |                             |                             |
| | 6       |         | → | 1                           |                             |                             | ①                           |                             | ④                           |
| Câu hỏi: Tổng 2 mặt đối diện nhau của xúc xắc bằng 7. Hãy ghi lại những mặt chạm đất và tìm tổng của các ô ①+②+③+④=? Đáp án: 6 + 2 + 5 + 6 = 19 |         |         |   |                             |                             |                             |                             |                             |                             |

| Thứ hạng | Trường  | Thí sinh       |    | Thứ hạng | Trường         | Thí sinh |
| 1        | SNU     | Kyung Do-hyun  | 7  | SNU      | Song Hyun-seok |          |
| 2        | SNU     | Jung Hyun-bin  | 8  | HARVARD  | Ray            |          |
| 3        | SNU     | Park Hyun-min  | 9  | HARVARD  | David          |          |
| 4        | KU      | Kim Jung-min   | 10 | KU       | Lee Dong-kyu   |          |
| 5        | KU      | Chae Seung-min | 11 | HARVARD  | Sky            |          |
| 6        | HARVARD | Janice         | 12 | KU       | Lee Ji-soo     |          |

### Trận đấu "Át chủ bài"

#### Ngày 1: Tìm Số Nguyên Tố
1. Trong trò chơi này, các thí sinh sẽ được xem một bảng chứa các con số. Thí sinh tìm được nhiều số nguyên tố nhất sẽ thắng.
2. Trò chơi gồm tổng cộng 3 vòng. Phạm vi các con số sẽ thay đổi qua từng vòng.
3. Các thí sinh sẽ lần lượt có 30 giây để tìm ra số nguyên tố. Nếu tìm được số nguyên tố trong lượt của mình, thí sinh sẽ được cộng 1 điểm, đồng thời được thêm 1 lượt để tiếp tục tìm số nguyên tố.
4. Thí sinh trả lời sai sẽ không bị trừ điểm, nhưng cơ hội sẽ được chuyển cho người còn lại. Tương tự, nếu không trả lời được trong lượt của mình, cơ hội sẽ được chuyển lại cho đối phương.
5. Dấu chấm hỏi tượng trưng cho số nguyên tố bí mật. Nếu đoán đúng được số bí mật, thí sinh sẽ được cộng 3 điểm.
6. Thí sinh đạt được 6 điểm trước sẽ giành chiến thắng vòng đó. Ai thắng 2 trên 3 vòng trước sẽ giành chiến thắng chung cuộc.
7. Người đứng hạng 1 phần thi tuyển chọn "Át chủ bài" sẽ được tự chọn đối thủ để tham gia trận đấu đối kháng 1:1.
8. Ở vòng đầu tiên, thí sinh chiến thắng có thể lựa chọn đi trước hay đi sau. Ở các vòng tiếp theo, bên thua ở vòng trước sẽ được lựa chọn trước.
9. Đội chiến thắng trận đấu "Át chủ bài" sẽ được nhận đặc quyền trong trận đấu tiếp theo.

Thí sinh Jung Hyun-bin của Đại học Quốc gia Seoul, người đạt hạng 1 trong trận đấu tuyển chọn "Át chủ bài" có thể chọn đối thủ và đã chọn Park Na-yoon của Đại học Yonsei làm đối thủ mạnh nhất của mình.

- Vòng 1 : Jung Hyun-bin, người đạt hạng 1 trong trận đấu tuyển chọn "Át chủ bài" đã chọn đi trước.

| Phạm vi các số              | 500 – 570 | 500 – 570 | 500 – 570 | 500 – 570 | 500 – 570 |
| Số Nguyên Tố                | 9         | 9         | 9         | 9         | 9         |
| Số trên các khối lập phương | 523       | 543       | 527       | 563       | 533       |
| Số trên các khối lập phương | 549       | 517       | 509       | 553       | 519       |
| Số trên các khối lập phương | 513       | 531       | ?         | 503       | 559       |
| Số trên các khối lập phương | 537       | 501       | 541       | 529       | 557       |
| Số trên các khối lập phương | 547       | 539       | 507       | 567       | 511       |

| Lượt    | Jung Hyun-bin (đi trước)                                                      | Park Na-yoon  |
| ------- | ----------------------------------------------------------------------------- | ------------- |
| 1       | 523 / Đúng 509 / Đúng 503 / Đúng 541 / Đúng 547 / Đúng (Số bí mật) 521 / Đúng |               |
| Kết quả | 8 điểm (Thắng)                                                                | 0 điểm (Thua) |

- Vòng 2 : Park Na-yoon, người thua ở vòng đầu tiên đã chọn đi trước.

| Phạm vi các số              | 1100 – 1180 | 1100 – 1180 | 1100 – 1180 | 1100 – 1180 | 1100 – 1180 |
| Số Nguyên Tố                | 9           | 9           | 9           | 9           | 9           |
| Số trên các khối lập phương | 1109        | 1149        | 1127        | 1141        | 1107        |
| Số trên các khối lập phương | 1157        | 1117        | 1161        | 1121        | 1171        |
| Số trên các khối lập phương | 1131        | 1101        | ?           | 1151        | 1113        |
| Số trên các khối lập phương | 1139        | 1153        | 1137        | 1119        | 1103        |
| Số trên các khối lập phương | 1123        | 1147        | 1169        | 1159        | 1129        |

| Lượt    | Jung Hyun-bin                      | Park Na-yoon (đi trước)            |
| ------- | ---------------------------------- | ---------------------------------- |
| 1       | 1109 / Đúng 1107 / Sai             | 1141 / Sai                         |
| 2       | 1117 / Đúng 1171 / Đúng 1101 / Sai | 1103 / Đúng Vượt quá thời gian chờ |
| 3       | 1121 / Sai                         | 1159 / Sai                         |
| 4       | Vượt quá thời gian chờ             | 1137 / Sai                         |
| 5       | 1153 / Đúng 1129 / Đúng 1169 / Sai | 1123 / Đúng 1147 / Sai             |
| 6       | (Số bí mật) 1163 / Đúng            | 1151 / Đúng Vượt quá thời gian chờ |
| Kết quả | 8 điểm (Thắng)                     | 3 điểm (Thua)                      |

- Kết quả chung cuộc: Jung Hyun-bin thắng 2:0 và đặc quyền cho trận đấu chính thuộc về đội Đại học Quốc gia Seoul.

#### Ngày 2: Trò Chơi Thăng Bằng
1. "Trò Chơi Thăng Bằng" là trò chơi yêu cầu các thí sinh sẽ phải so sánh các con số với nhau. Người đoán ra tổ hợp số của đối thủ là người thắng.
2. Hai thí sinh, mỗi người sẽ chọn 4 con số khác nhau có tổng là 20.
3. Thí sinh không được chọn số thập phân hay phân số, và chỉ được chọn số có 1 chữ số.
4. Bắt đầu trò chơi, thí sinh được phép chọn 1 trong 2 cách để so sánh bài của mình với bài của đối phương trong 2 phút.
5. Cách 1, chọn mỗi bộ bài 1 lá bài và so sánh hai lá với nhau.
6. Cách 2, chọn mỗi bộ 2 lá bài và so sánh tổng các số với nhau.
7. Hai thí sinh sẽ thay phiên so sánh bài với nhau. Thời gian của mỗi lượt là 2 phút.
8. Người thắng là người đoán đúng bài của đối phương. Nếu đoán sai, đối phương sẽ được quyền trả lời.
9. Người chiến thắng Trận đấu "Át chủ bài" sẽ được nhận đặc quyền cho trận đấu tiếp theo.
10. Thí sinh đạt hạng 1 trong Trận đấu lựa chọn "Át chủ bài" được quyền chọn đối thủ để thi đấu đối kháng 1:1.

Kim Ki-hong của Đại học Yonsei, người đạt hạng 1 trong Trận đấu lựa chọn "Át chủ bài" đã chọn Janice của Đại học Harvard làm đối thủ trong Trận đấu "Át chủ bài" của mình. Trong khi đó, các thí sinh khác theo dõi trận đấu có thể kiểm tra số thẻ của thí sinh thi đấu.
| Lượt    | Kim Ki-hong | Kim Ki-hong | Kim Ki-hong | Kim Ki-hong | Janice | Janice | Janice | Janice |
| ------- | ----------- | ----------- | ----------- | ----------- | ------ | ------ | ------ | ------ |
| Thẻ     | A           | B           | C           | D           | A      | B      | C      | D      |
| Số      | 3           | 7           | 6           | 4           | 4      | 8      | 6      | 2      |
| Vòng 1  | B < B       | B < B       | B < B       | B < B       | B > C  | B > C  | B > C  | B > C  |
| Vòng 2  | D < C       | D < C       | D < C       | D < C       | D = A  | D = A  | D = A  | D = A  |
| Vòng 3  | A+B = A+C   | A+B = A+C   | A+B = A+C   | A+B = A+C   | 3      | 7      | 6      | 4      |
| Kết quả | Thua        | Thua        | Thua        | Thua        | Thắng  | Thắng  | Thắng  | Thắng  |

#### Ngày 3: Cờ Ca-rô Bịt Mắt
1. Trong trò chơi này, các thí sinh sẽ không được nhìn bàn cờ ca-rô, mà phải đánh cờ dựa trên trí nhớ.
2. Mỗi thí sinh sẽ lần lượt có 2 phút để đọc tọa độ. Các thí sinh sẽ không được nhìn diễn biến trên bàn cờ trong suốt trận đấu.
3. Nếu đặt quân cờ vào tọa độ có sẵn quân cờ hoặc xếp quân cờ thành 2 hàng 3 quân cờ sẽ bị coi là phạm quy. Thí sinh sẽ có 1 cơ hội để sửa sai.
4. Ở vòng 1, thí sinh đạt hạng 1 trong Trận đấu lựa chọn "Át chủ bài" sẽ được chọn đi trước hay đi sau. Ở vòng 2 và vòng 3, người thua ở vòng trước sẽ là người chơi đầu tiên.
5. Tổng cộng sẽ có 3 vòng đấu và người thắng 2 vòng trước sẽ giành chiến thắng.

Kim Ki-hong của Đại học Yonsei, người đạt hạng 1 trong Trận đấu lựa chọn "Át chủ bài" đã chọn Jung Hyun-bin của Đại học Quốc gia Seoul làm đối thủ. Trong đội Đại học Quốc gia Seoul, Kyung Do-hyun dẫn đầu trong việc chuẩn bị chiến lược và hướng dẫn thí sinh thi đấu cho đội cách sử dụng chiến thuật 3-3. Trong đội Đại học Yonsei, Cho Hyun-jun dẫn dắt việc chuẩn bị chiến lược và hướng dẫn cách sử dụng các nước cờ để tấn công quyết liệt, tận dụng lợi thế của việc đi trước.
Vòng 1 : Kim Ki-hong lựa chọn đi trước.
|   | 6 | 7 | 8 | 9 | 10 | 11 | 12 |
| F |   |   |   |   | ∘  |    |    |
| G | ∘ | • | ∘ | ∘ | •  |    |    |
| H |   | ∘ | ∘ | • | •  | •  | •  |
| I |   |   | ∘ | ∘ | •  | ∘  |    |
| J |   | • | • | ∘ | •  |    |    |
| K |   |   |   |   | ∘  | •  |    |

| Lượt    | Kim Ki-hong (đen) | Jung Hyun-bin (trắng) |
| 1       | H11               | I11                   |
| 2       | J10               | I9                    |
| 3       | I10               | K10                   |
| 4       | H9                | G8                    |
| 5       | H11               | H8                    |
| 6       | G7                | I8                    |
| 7       | G10               | F10                   |
| 8       | J8                | G9                    |
| 9       | J7                | J9                    |
| 10      | K11               | I9 H7                 |
| 11      | H12               | G6                    |
| Kết quả | Thua (0)          | Thắng (1)             |

Vòng 2 : Người thua ở vòng trước, Kim Ki-hong được quyền đi trước.
|   | 9 | 10 | 11 | 12 | 13 | 14 | 15 | 16 |
| G |   |    |    |    | ∘  |    |    |    |
| H | ∘ | •  | ∘  | ∘  | •  | ∘  |    |    |
| I |   | ∘  | •  | •  | •  | ∘  |    |    |
| J |   | •  |    | ∘  | •  | ∘  |    |    |
| K |   |    |    |    |    | •  |    |    |
| L |   |    |    |    |    |    | •  |    |
| M |   |    |    |    |    |    |    | •  |

| Lượt    | Kim Ki-hong (đen) | Jung Hyun-bin (trắng) |
| 1       | I11               | J12                   |
| 2       | I13               | H12                   |
| 3       | I12               | I10                   |
| 4       | H13               | I14                   |
| 5       | J13               | G13                   |
| 6       | J10               | H14                   |
| 7       | K14               | H12 H14               |
| 8       | L15               | H11                   |
| 9       | H10               | H9                    |
| 10      | M16               | —                     |
| Kết quả | Thắng (1)         | Thua (1)              |

Vòng 3 : Người thua ở vòng trước, Jung Hyun-bin được quyền đi trước.
|   | 7 | 8 | 9 | 10 | 11 | 12 | 13 |
| G |   |   |   |    | ∘  |    |    |
| H |   |   |   | ∘  |    |    |    |
| I |   |   | ∘ | •  | •  |    | •  |
| J |   | ∘ |   | ∘  |    | •  |    |
| K | ∘ |   |   |    | •  |    |    |

| Lượt    | Jung Hyun-bin (trắng) | Kim Ki-hong (đen) |
| 1       | H10                   | I11               |
| 2       | J10                   | I10               |
| 3       | I9                    | K11               |
| 4       | G11                   | J12               |
| 5       | J8                    | I13               |
| 6       | K7                    | —                 |
| Kết quả | Thắng (2)             | Thua (1)          |

#### Ngày 4: Thi Tiếp Sức
1. Trong trận đấu này, cả 4 thành viên của mỗi đội đều được tham gia thi tiếp sức.
2. Phần thi tiếp sức gồm 3 vòng. Ở 2 vòng đầu tiên gồm có 4 câu hỏi, và vòng 3 có 3 câu hỏi.
3. Người đạt hạng 1 trong phần thi tuyển chọn "Át chủ bài" được quyền chọn đối thủ của mình. Sau đó, người thắng tiếp tục chọn đối thủ cho đến khi nào thua. Mỗi vòng là một dạng câu hỏi.
4. Kết thúc 3 vòng, đội có số điểm cao nhất sẽ được nhận đặc quyền để sử dụng cho trận đấu tiếp theo.
5. Vòng 1: Bảng Cửu chương Cách tân
Trong trò chơi này, các thí sinh phải tìm tổng của tích 2 số được cho (A×B) và tổng 2 chữ số được cho (A+B). Các câu hỏi được trình bày theo định dạng A◈B.
6. Vòng 2: Đếm Khối vuông
Trong trò chơi này, các thí sinh sẽ phải tìm ra tổng số khối vuông trong hình.
7. Vòng 3: Dãy số Vô hạn
Trong trò chơi này, thí sinh điền đúng 3 ô trống để hoàn thành dãy số là người thắng.

| Vòng   | Vòng | Câu hỏi                         | Giải thích                                                                                        | Đáp án |
| ------ | ---- | ------------------------------- | ------------------------------------------------------------------------------------------------- | ------ |
| Vòng 1 | 1    | 21◈17                           | (21×17) + (21+17)                                                                                 | 395    |
| Vòng 1 | 2    | 12◈23                           | (12×23) + (12+23)                                                                                 | 311    |
| Vòng 1 | 3    | (4◈12)◈9                        | (((4×12)+(4+12))×9) + (((4×12)+(4+12))+9)                                                         | 649    |
| Vòng 1 | 4    | (6◈2)◈27                        | (((6×2)+(6+2))×27) + (((6×2)+(6+2))+27)                                                           | 587    |
| Vòng 2 | 1    | —                               | —                                                                                                 | 65     |
| Vòng 2 | 2    | —                               | —                                                                                                 | 62     |
| Vòng 2 | 3    | —                               | —                                                                                                 | 100    |
| Vòng 2 | 4    | —                               | —                                                                                                 | 58     |
| Vòng 3 | 1    | 1 , 3 , 6 , 8 , 16 , ? ,        | Lặp lại +2 và ×2                                                                                  | 18     |
| Vòng 3 | 1    | 65 , 61 , 37 , 58 , ? ,         | Bình phương của chữ số thứ nhất + bình phương của chữ số thứ hai                                  | 89     |
| Vòng 3 | 1    | 90 , 92 , 96 , 104 , 120 , ?    | Lấy số sau trừ số trước để tìm hiệu giữa các ô (Dãy số hiệu giữa các ô có thừa số chung bằng 2)   | 152    |
| Vòng 3 | 2    | 4 , 3 , 4 , 9 , 22 , ? ,        | Dãy số hiệu của hiệu có thừa số chung là 2                                                        | 51     |
| Vòng 3 | 2    | 17 , 21 , 7 , 11 , ? ,          | Lặp lại ÷3 và +4                                                                                  | +11⁄3  |
| Vòng 3 | 2    | 3 , 13/5 , 7/3 , 15/7 , 2 , ?   | Số tiếp theo là phân số có tử số và mẫu số bằng lần lượt tử số và mẫu số của số đằng trước cộng 1 | 17⁄9   |
| Vòng 3 | 3    | 0 , 1 , 5 , 15 , 34 , 65 , ? ,  | Dãy số hiệu của hiệu tăng dần 3 đơn vị                                                            | 111    |
| Vòng 3 | 3    | 100 , 122 , 89 , 133 , 78 , ? , | Trừ/Cộng giao nhau và tăng hoặc giảm theo bội số của 11 (-11, +22, -33...)                        | 144    |
| Vòng 3 | 3    | 36 , 18 , 13.5 , 13.5 , ?       | ×n⁄4, n tăng từ 1 đến 1.                                                                          | 135⁄8  |

| Vòng   | Trả lời sau | Trả lời sau    | Trả lời sau | Trả lời trước | Trả lời trước  | Trả lời trước |
| ------ | ----------- | -------------- | ----------- | ------------- | -------------- | ------------- |
| Vòng 1 | SNU         | Kyung Do-hyun  | thắng       | KU            | Lee Ji-soo     | thua          |
| Vòng 1 | SNU         | Kyung Do-hyun  | thắng       | HARVARD       | Sky            | thua          |
| Vòng 1 | SNU         | Kyung Do-hyun  | thắng       | HARVARD       | David          | thua          |
| Vòng 1 | SNU         | Kyung Do-hyun  | thua        | KU            | Kim Jung-min   | thắng         |
| Vòng 2 | KU          | Kim Jung-min   | thắng       | HARVARD       | Ray            | thua          |
| Vòng 2 | KU          | Kim Jung-min   | thắng       | SNU           | Park Hyun-min  | thua          |
| Vòng 2 | KU          | Kim Jung-min   | thắng       | HARVARD       | Janice         | thua          |
| Vòng 2 | KU          | Kim Jung-min   | thua        | SNU           | Jung Hyun-bin  | thắng         |
| Vòng 3 | SNU         | Jung Hyun-bin  | thua        | KU            | Lee Dong-kyu   | thắng         |
| Vòng 3 | KU          | Lee Dong-kyu   | thua        | SNU           | Song Hyun-seok | thắng         |
| Vòng 3 | SNU         | Song Hyun-seok | thắng       | KU            | Chae Seung-min | thua          |

| Đội     | Thí sinh             | Thí sinh             | Thí sinh             | Thí sinh              | Tổng điểm |
| ------- | -------------------- | -------------------- | -------------------- | --------------------- | --------- |
| SNU     | Kyung Do-hyun 3 điểm | Park Hyun-min 0 điểm | Jung Hyun-bin 1 điểm | Song Hyun-seok 2 điểm | 6 điểm    |
| KU      | Lee Ji-soo 0 điểm    | Kim Jung-min 4 điểm  | Lee Dong-kyu 1 điểm  | Chae Seung-min 0 điểm | 5 điểm    |
| HARVARD | Sky 0 điểm           | David 0 điểm         | Ray 0 điểm           | Janice 0 điểm         | 0 điểm    |

### Trận đấu chính

#### Ngày 1: 300
1. Trong trò chơi 300, các đội sẽ phải giải 300 phép tính. Đội nào giải đúng hết tất cả phép tính trong thời gian ngắn nhất sẽ giành chiến thắng.
2. Các đội phải gửi câu trả lời bằng máy tính bảng ở giữa sảnh. Các thí sinh có thể nhập 30 câu trả lời trên mỗi trang, và phải điền tổng cộng 10 trang.
3. Khi nhập xong 300 câu trả lời, các thí sinh sẽ tìm ra số lượng câu trả lời sai. Tuy nhiên, nếu không điền đủ 300 câu trả lời, các thí sinh sẽ không thể tìm ra số lượng câu trả lời sai.
4. Không có giới hạn thời gian và các thí sinh có thể gửi câu trả lời bao nhiêu lần tùy ý. Ba đội có số câu trả lời sai bằng 0 sẽ được đi tiếp, hai đội còn lại sẽ phải đối mặt với nguy cơ bị loại ở Trận đấu Tử chiến.
5. Sau khi nộp câu trả lời của đội, số câu trả lời sai sẽ được hiển thị và thời gian chờ để nhập lại là 10 giây.
6. Đặc quyền cho đội thắng ở trận đấu trước: Ưu tiên trả lời 5 câu hỏi - 5 câu hỏi sẽ được công bố trước trong vòng 2 phút.

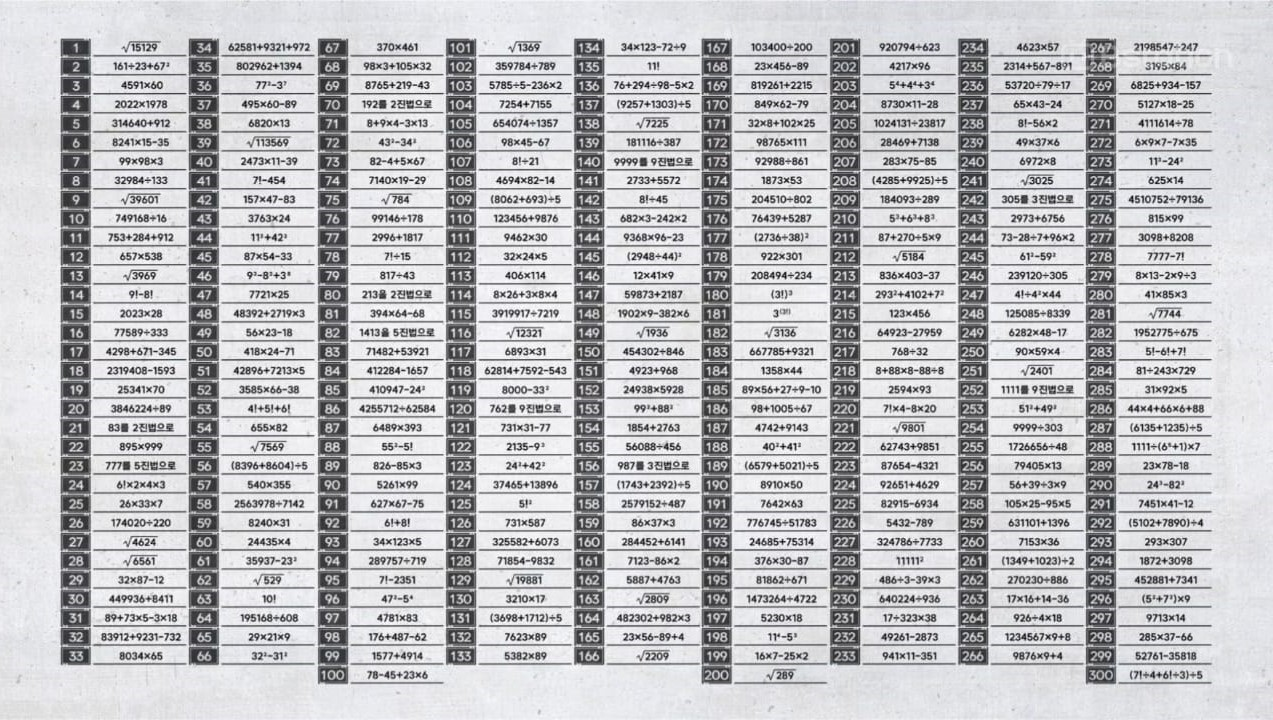
300 bài toán của ngày 1 ở Trận đấu chính

Câu hỏi

Kết quả
| Hạng 1 | YONSEI | YONSEI  |
| Hạng 2 | KU     | KU      |
| Hạng 3 | SNU    | SNU     |
| Hạng 4 | KAIST  | POSTECH |

#### Ngày 2: Điều Tra Tín Hiệu
1. Trong trò chơi này, mỗi đội sẽ cử ra 3 thám tử để điều tra hung thủ và 1 cảnh sát để bắt giữ hung thủ.
2. Mỗi đội sẽ nhận được 15 thẻ tín hiệu. Cả 4 thành viên sẽ tập trung tại Căn cứ của đội trước khi bước vào trận đấu và nghĩ ra 15 thẻ tín hiệu với nội dung khác nhau để hỗ trợ việc bắt giữ hung thủ. Thời gian cho các đội là 30 phút.
3. Thẻ Tín hiệu không bị giới hạn về nội dung, nhưng không được vượt quá 20 từ. Dấu cách giữa các từ không bị coi là 1 từ.
4. Khi bắt đầu trò chơi, cảnh sát sẽ bị cô lập khỏi 3 thám tử.
5. 3 thám tử sẽ có 20 phút để điều tra hung thủ. Họ sẽ phải vận dụng 15 Thẻ Tín hiệu để ra được 10 bức ảnh làm bằng chứng.
6. Có thể sử dụng 1 Thẻ Tín hiệu cho mỗi bức ảnh làm bằng chứng hoặc có thể sử dụng 1 Thẻ Tín hiệu nhiều hơn 1 lần.
7. Các thám tử sẽ để ảnh vào phong bì đựng tài liệu điều tra và đưa lại cho cảnh sát.
8. Cảnh sát sẽ có 10 phút sử dụng bằng chứng bằng ảnh để suy luận và tìm ra hung thủ trong số 8 nghi phạm. Sau đó, phải để hình của hung thủ vào phong bì.
9. Trò chơi gồm 3 vòng. Trước khi bước sang vòng tiếp theo, các đội có 10 phút để thảo luận chiến thuật và chỉnh sửa 15 Thẻ Tín hiệu.
10. Kết thúc trò chơi, 3 đội bắt giữ được nhiều hung thủ nhất được quyền đi tiếp vào trận đấu tiếp theo. 2 đội còn lại sẽ phải đối mặt với nguy cơ bị loại trong Trận đấu Tử chiến.
11. Nếu kết thúc vòng 3 và kết quả là hòa, đội dùng ít ảnh làm bằng chứng hơn được quyền đi tiếp vào trận đấu tiếp theo.
12. Đặc quyền dành cho đội thắng ở trận đấu trước: Được cộng thêm 1 Thẻ Tín hiệu.

Vòng 1
| Thông tin | Ảnh 1         | Ảnh 2   | Ảnh 3    | Ảnh 4   | Ảnh 5      | Ảnh 6        | Ảnh 7    | Ảnh 8    |
| --------- | ------------- | ------- | -------- | ------- | ---------- | ------------ | -------- | -------- |
| Giới tính | Nữ            | Nữ      | Nam      | Nữ      | Nữ         | Nữ           | Nam      | Nam      |
| Tóc       | Nâu sáng Ngắn | Nâu Dài | Đen Ngắn | Nâu Dài | Đen Ngắn   | Đen Dài      | Đen Ngắn | Đen Ngắn |
| Quần áo   |               |         |          |         |            |              |          |          |
| Giày      | —             | Xám     | Trắng    | Đen     | —          | —            | Trắng    | Xám      |
| Màu da    |               |         |          |         |            |              |          |          |
| Vật dụng  | X             | X       | X        | X       | Đàn violin | Kèn Clarinet | X        | X        |

|                        | SNU                                        | KAIST                                     | YONSEI                                | KU                                     | HARVARD        |
| ---------------------- | ------------------------------------------ | ----------------------------------------- | ------------------------------------- | -------------------------------------- | -------------- |
| Cảnh sát               | Jung Hyun-bin                              | So Hyun-ji                                | Cho Hyun-jun                          | Kim Jung-min                           | David          |
| Thám tử                | Kyung Do-hyun Park Hyun-min Song Hyun-seok | Yang Joon-hyuk Choi Seo-yeon Heo Sung-bum | Kim Ki-hong Park Na-yoon Son Ju-hyung | Lee Dong-kyu Lee Ji-soo Chae Seung-min | Janice Ray Sky |
| Số hình ảnh bằng chứng | 1                                          | 1                                         | 2                                     | 1                                      | 2              |
| Kết quả điều tra       | Thành công                                 | Thất bại                                  | Thành công                            | Thành công                             | Thành công     |

Vòng 2
| Thông tin | Ảnh 1        | Ảnh 2          | Ảnh 3    | Ảnh 4         | Ảnh 5          | Ảnh 6          | Ảnh 7         | Ảnh 8         |
| --------- | ------------ | -------------- | -------- | ------------- | -------------- | -------------- | ------------- | ------------- |
| Giới tính | Nam          | Nam            | Nam      | Nam           | Nam            | Nam            | Nam           | Nam           |
| Tóc       | Không để mái | Không để mái   | Để mái   | Không để mái  | Để mái         | Để mái         | Không để mái  | Để mái        |
| Quần áo   | Suit xám     | Suit xanh đậm  | Suit xám | Suit xanh đậm | Suit xanh đậm  | Suit xám       | Suit xanh đậm | Suit xanh đậm |
| Giày      |              |                |          |               |                |                |               |               |
| Màu da    |              |                |          |               |                |                |               |               |
| Vật dụng  | Đeo kính     | Không đeo kính | Đeo kính | Đeo kính      | Không đeo kính | Không đeo kính | Đeo kính      | Đeo kính      |

|                        | SNU                                        | KAIST                                     | YONSEI                                | KU                                     | HARVARD        |
| ---------------------- | ------------------------------------------ | ----------------------------------------- | ------------------------------------- | -------------------------------------- | -------------- |
| Cảnh sát               | Jung Hyun-bin                              | So Hyun-ji                                | Cho Hyun-jun                          | Kim Jung-min                           | David          |
| Thám tử                | Kyung Do-hyun Park Hyun-min Song Hyun-seok | Yang Joon-hyuk Choi Seo-yeon Heo Sung-bum | Kim Ki-hong Park Na-yoon Son Ju-hyung | Lee Dong-kyu Lee Ji-soo Chae Seung-min | Janice Ray Sky |
| Số hình ảnh bằng chứng | 1                                          | 2                                         | 2                                     | 1                                      | 2              |
| Kết quả điều tra       | Thành công                                 | Thành công                                | Thành công                            | Thành công                             | Thành công     |

Vòng 3
| Thông tin | Ảnh 1                   | Ảnh 2                   | Ảnh 3                   | Ảnh 4                   | Ảnh 5                   | Ảnh 6                   | Ảnh 7                   | Ảnh 8                   |
| --------- | ----------------------- | ----------------------- | ----------------------- | ----------------------- | ----------------------- | ----------------------- | ----------------------- | ----------------------- |
| Giới tính | Nữ                      | Nữ                      | Nữ                      | Nữ                      | Nữ                      | Nữ                      | Nữ                      | Nữ                      |
| Tóc       | Đen Dài                 | Nâu Ngắn                | Nâu Ngắn                | Đen Ngắn                | Đen Dài                 | Nâu Dài                 | Đen Ngang vai           | Nâu Dài                 |
| Quần áo   | Áo vàng Váy dài màu đen | Áo vàng Váy dài màu đen | Áo vàng Váy dài màu đen | Áo vàng Váy dài màu đen | Áo vàng Váy dài màu đen | Áo vàng Váy dài màu đen | Áo vàng Váy dài màu đen | Áo vàng Váy dài màu đen |
| Giày      | Giày cao gót đen        | Giày búp bê đen         | Giày đế xuồng đen       | Giày búp bê đen         | Giày đế xuồng đen       | Giày cao gót đen        | Giày cao gót đen        | Giày đế xuồng đen       |
| Màu da    |                         |                         |                         |                         |                         |                         |                         |                         |
| Vật dụng  | Hoa hồng đỏ             | Hoa hồng trắng          | Hoa hồng đỏ             | Hoa hồng đỏ             | Hoa hồng đỏ             | Hoa hồng đỏ             | Hoa hồng trắng          | Hoa hồng trắng          |

|                        | SNU                                        | KAIST                                     | YONSEI                                | KU                                     | HARVARD        |
| ---------------------- | ------------------------------------------ | ----------------------------------------- | ------------------------------------- | -------------------------------------- | -------------- |
| Cảnh sát               | Jung Hyun-bin                              | So Hyun-ji                                | Son Ju-hyung                          | Kim Jung-min                           | David          |
| Thám tử                | Kyung Do-hyun Park Hyun-min Song Hyun-seok | Yang Joon-hyuk Choi Seo-yeon Heo Sung-bum | Kim Ki-hong Park Na-yoon Cho Hyun-jun | Lee Dong-kyu Lee Ji-soo Chae Seung-min | Janice Ray Sky |
| Số hình ảnh bằng chứng | 1                                          | 1                                         | 1                                     | 1                                      | 1              |
| Kết quả điều tra       | Thành công                                 | Thành công                                | Thất bại                              | Thành công                             | Thành công     |

Kết quả chung cuộc
|                        | SNU     | KU      | HARVARD | KAIST                      | YONSEI                     |
| ---------------------- | ------- | ------- | ------- | -------------------------- | -------------------------- |
| Số hình ảnh bằng chứng | 3       | 3       | 5       | 4                          | 4                          |
| Số hung thủ bắt được   | 3       | 3       | 3       | 2                          | 2                          |
| Kết quả                | Đi tiếp | Đi tiếp | Đi tiếp | Bước vào Trận đấu Tử chiến | Bước vào Trận đấu Tử chiến |

#### Ngày 3: Cờ Người Câm
1. Trong trò chơi này, 4 đội sẽ chia làm 2 phe. Mỗi thí sinh sẽ đóng vai 1 quân cờ trong trò chơi.
2. Các thí sinh không được phép giao tiếp với nhau và sẽ di chuyển theo phán đoán của bản thân.
3. Mỗi đội có 2 xe, 2 tượng và 1 vua. Xe được đi 1 bước theo hàng dọc hoặc hàng ngang. Tượng được đi 1 bước theo hàng chéo. Vua có thể đi 1 bước về bất kỳ hướng nào. Ngoài ra, vua có thể nhảy qua bất cứ quân nào trên bàn cờ.
4. Mỗi đội sẽ tự gắn số từ 1 đến 5 cho từng quân. Các quân sẽ lần lượt đi theo thứ tự.
5. Mỗi bên sẽ có 5 người đứng trên bàn cờ, 3 người còn lại đứng ngoài làm dự bị. Ví dụ, quân số 1 của Đội A đi đầu tiên. Sau đó đến lượt quân số 1 của Đội B. Các quân còn lại cũng lần lượt đi như vậy.
6. Các quân phải di chuyển theo thứ tự trong 1 phút. Các bên không được phép thay đổi thứ tự đã định sẵn.
7. Nếu một quân bị bắt, quân dự bị sẽ vào thế chỗ quân đó. Tuy nhiên, quân dự bị khi vào thế chỗ chỉ được đứng vào ở lượt sau của quân bị bắt và phải đứng ngoài cùng.
8. Ngoài ra, nếu một bên không còn quân dự bị và không thể xuất thêm quân, lượt đi sẽ dành cho quân tiếp theo của bên còn lại.
9. Vua của mỗi bên có quyền hô tạm dừng 1 lần trong trận đấu.
10. Đội thắng là đội bắt được vua của đội còn lại hoặc vua của đội mình trải qua 2 lượt ở hàng ngoài cùng của đội còn lại.
11. 2 đội chiến thắng sẽ giành quyền đi tiếp vào trận đấu tiếp theo, và 2 đội thua sẽ gặp nhau trong Trận đấu Tử chiến.
12. Các liên minh được thí sinh tự do lựa chọn.
13. Nếu thí sinh nói chuyện trong khi chơi cờ, các cảnh báo sẽ được tích lũy và các quân cờ đã bị cảnh báo nhiều hơn 2 lần sẽ tự động bị loại khỏi bàn cờ.[d]
14. Đặc quyền giành cho đội thắng ở trận đấu trước: Đội có đặc quyền được quyết định thứ tự chơi.

Trước khi bắt đầu trận đấu : Đội Đại học Quốc gia Seoul đã chọn chơi trước thông qua đặc quyền. Đội Harvard đã chọn liên minh với đội Đại học Quốc gia Seoul (Sau đây, đội Đại học Quốc gia Seoul + Harvard sẽ được gọi là Đội A, và đội Đại học Yonsei + Đại học Hàn Quốc sẽ được gọi là Đội B.)
| Lượt Đội | 1            | 2           | 3          | 4             | 5             | Dự bị          | Dự bị          | Dự bị        |
| -------- | ------------ | ----------- | ---------- | ------------- | ------------- | -------------- | -------------- | ------------ |
| Đội A    | Xe           | Tượng       | Vua        | Xe            | Tượng         | —              | —              | —            |
| Đội A    | Janice       | David       | Ray        | Kyung Do-hyun | Jung Hyun-bin | Song Hyun-seok | Park Hyun-min  | Sky          |
| Đội B    | Tượng        | Xe          | Tượng      | Vua           | Xe            | —              | —              | —            |
| Đội B    | Kim Jung-min | Kim Ki-hong | Lee Ji-soo | Cho Hyun-jun  | Park Na-yoon  | Lee Dong-kyu   | Chae Seung-min | Son Ju-hyung |

Bảng trò chơi
|   | 1                 | 2                   | 3 | 4                    | 5        |
| - | ----------------- | ------------------- | - | -------------------- | -------- |
| A |                   | Park Na-yoon (Xe)   |   | Kyung Do-hyun (Xe)   |          |
| B |                   | Lee Ji-soo(Tượng)   |   | Jung Hyun-bin(Tượng) |          |
| C |                   | Kim Jung-min(Tượng) |   | David(Tượng)         | Ray(Vua) |
| D | Cho Hyun-jun(Vua) |                     |   | Janice(Xe)           |          |
| E |                   | Kim Ki-hong(Xe)     |   |                      |          |

| Lượt    | Lượt    | Đội A (trắng)           | Đội B (đen)                       |
| ------- | ------- | ----------------------- | --------------------------------- |
| 1       | 1       | Janice E4               | Kim Jung-min B1                   |
| 1       | 2       | David D5                | Kim Ki-hong D2                    |
| 1       | 3       | Ray C4                  | Lee Ji-soo C1                     |
| 1       | 4       | Kyung Do-hyun E5        | Cho Hyun-jun E1                   |
| 1       | 5       | Jung Hyun-bin C3        | Park Na-yoon A1                   |
| 2       | 6       | Janice D4               | Kim Jung-min A2                   |
| 2       | 7       | David E4                | Kim Ki-hong E2                    |
| 2       | 8       | Ray D3                  | Lee Ji-soo D2                     |
| 2       | 9       | Kyung Do-hyun A4        | Cho Hyun-jun C3 bắt Jung Hyun-bin |
| 2       | 10      | Jung Hyun-bin loại      | Park Na-yoon B1                   |
| 3       | 11      | Janice C4               | Kim Jung-min B3                   |
| 3       | 12      | David D5                | Kim Ki-hong E1                    |
| 3       | 13      | Ray C3 bắt Cho Hyun-jun |                                   |
| Kết quả | Kết quả | thắng                   | thua                              |

Ghi chú: Ngay trước khi Cho Hyun-jun di chuyển ở lượt 9, Đội B đã sử dụng quyền tạm dừng trận đấu. Lý do là vì dù Cho Hyun-jun có di chuyển quân cờ đến đâu, đội chắc chắn vẫn sẽ thua.
|   | 1                        | 2                          | 3                           | 4                         | 5 |
| - | ------------------------ | -------------------------- | --------------------------- | ------------------------- | - |
| A | Lượt 5 Park Na-yoon (Xe) | Lượt 1 Kim Jung-min(Tượng) |                             | Lượt 4 Kyung Do-hyun (Xe) |   |
| B |                          |                            |                             |                           |   |
| C |                          |                            | Lượt 5 Jung Hyun-bin(Tượng) |                           |   |
| D |                          | Lượt 3 Lee Ji-soo(Tượng)   | Lượt 3 Ray(Vua)             | Lượt 1 Janice(Xe)         |   |
| E | Lượt 4 Cho Hyun-jun(Vua) | Lượt 2 Kim Ki-hong(Xe)     |                             | Lượt 2 David(Tượng)       |   |

Lựa chọn nước đi khả thi của Cho Hyun-jun và hiệu ứng của nó:
- Nếu Cho Hyun-jun di chuyển đến C3 (bỏ qua xe thứ 3) (bắt quân Tượng thứ 5) → Sẽ bị vua thứ 3 của đối phương bắt ở lượt tiếp theo.
- Nếu Cho Hyun-jun di chuyển đến D1 → Sẽ bị vua thứ 3 của đối phương bắt ở lượt tiếp theo.
- Nếu Cho Hyun-jun di chuyển đến E3 (bỏ qua xe thứ 2) → Sẽ bị vua thứ 3 của đối phương bắt ở lượt tiếp theo.

#### Ngày 4: Tìm Nhóm Tính Cách
1. Trong trò chơi này, thí sinh sẽ trao đổi thông tin với nhau để tìm ra nhóm tính cách MBTI của các thành viên đội khác.
2. Mỗi thí sinh sẽ bốc thăm 1 trong 16 thẻ bài có ghi nhóm tính cách MBTI. Mỗi thí sinh sẽ là một nhóm tính cách khác nhau và các đội khác sẽ không nắm được thông tin này. Cách duy nhất để biết các thành viên đội khác thuộc nhóm tính cách nào là so sánh các thẻ bài với nhau để trao đổi thông tin.
3. Nếu 2 thí sinh đồng ý so thẻ bài, họ sẽ cùng đặt thẻ của mình lên bàn của quản trò. Trên màn hình sẽ hiện số chữ cái mà 2 thẻ trùng nhau.
4. Trò chơi gồm 3 vòng, mỗi vòng có thời gian 10 phút. Như vậy, trò chơi sẽ diễn ra trong 30 phút. Mỗi đội phải tìm ra nhóm tính cách của các thành viên đội khác và nộp lại câu trả lời trước khi kết thúc vòng 3.
5. Mỗi lần đoán đúng tương ứng với 1 điểm về cho đội. Kết thúc trò chơi, đội có số điểm cao nhất, tức là trả lời đúng nhiều nhất sẽ được đi tiếp vào trận đấu tiếp theo. 2 đội còn lại sẽ gặp nhau trong Trận đấu Tử chiến.
6. Nếu kết quả hòa, đội nộp lại câu trả lời sớm hơn sẽ giành quyền đi tiếp.
7. Đặc quyền giành cho đội chiến thắng ở trận đấu trước: Đội chiến thắng được chọn 1 người và hỏi có phải người đó thuộc nhóm tính cách này không. Chương trình sẽ trả lời O (đúng) hoặc X (sai).

| Đội             | SNU                 | KU                  | HARVARD     |      | Không chọn |
| Thí sinh (MBTI) | Kyung Do-hyun ENTJ  | Kim Jung-min INTP   | David INFJ  | INTJ |            |
| Thí sinh (MBTI) | Park Hyun-min ISFP  | Lee Dong-kyu ISTP   | Janice ISFJ | ENTP |            |
| Thí sinh (MBTI) | Song Hyun-seok ESTJ | Lee Ji-soo ESTP     | Ray ISTJ    | ESFJ |            |
| Thí sinh (MBTI) | Jung Hyun-bin ENFJ  | Chae Seung-min ESFP | Sky ENFP    | INFP |            |

| Lượt   | Lượt                                       | Thí sinh 1     | Thí sinh 2   | Số chữ cái trùng |
| Vòng 1 | 1                                          | Jung Hyun-bin  | Lee Ji-soo   | 1                |
| Vòng 1 | 2                                          | Song Hyun-seok | Kim Jung-min | 1                |
| Vòng 1 | 3                                          | Jung Hyun-bin  | Sky          | 3                |
| Vòng 1 | 4                                          | Lee Ji-soo     | Ray          | 2                |
| Vòng 1 | 5                                          | Park Hyun-min  | Lee Ji-soo   | 2                |
| Vòng 1 | 6                                          | Kim Jung-min   | David        | 2                |
| Vòng 2 | 1                                          | Lee Ji-soo     | Janice       | 1                |
| Vòng 2 | 2                                          | Jung Hyun-bin  | Lee Dong-kyu | 0                |
| Vòng 2 | 3                                          | Chae Seung-min | Sky          | 3                |
| Vòng 2 | 4                                          | Chae Seung-min | Ray          | 1                |
| Vòng 2 | 5                                          | Song Hyun-seok | David        | 1                |
| Vòng 2 | 6                                          | Jung Hyun-bin  | Ray          | 1                |
| Vòng 3 | 1                                          | Jung Hyun-bin  | David        | 3                |
| Vòng 3 | 2                                          | Lee Dong-kyu   | Ray          | 3                |
| Vòng 3 | 3                                          | David          | Lee Ji-soo   | 0                |
| Vòng 3 | Đặc quyền của đội SNU : Lee Ji-soo ESTP () |                |              |                  |
| Vòng 3 | 4                                          | Chae Seung-min | Janice       | 2                |
| Vòng 3 | Đại học Hàn Quốc nộp câu trả lời           |                |              |                  |
| Vòng 3 | Đại học Harvard nộp câu trả lời            |                |              |                  |
| Vòng 3 | Đại học Quốc gia Seoul nộp câu trả lời     |                |              |                  |

| Câu trả lời đúng ; Câu trả lời sai |        |                            |                            |
| Bảng câu trả lời                   | KU     | HARVARD                    | SNU                        |
| Kyung Do-hyun                      | ISFJ   | INTJ                       |                            |
| Park Hyun-min                      | ENFP   | ESFJ                       |                            |
| Song Hyun-seok                     | ESTJ   | ESTJ                       |                            |
| Jung Hyun-bin                      | ENFJ   | ENFJ                       |                            |
| Kim Jung-min                       |        | INTP                       | INFJ                       |
| Lee Dong-kyu                       | ISTP   | ISTP                       |                            |
| Lee Ji-soo                         | ESTP   | ESTP                       |                            |
| Chae Seungmin                      | INFP   | ENTJ                       |                            |
| David                              | INFJ   |                            | ENFP                       |
| Janice                             | INFP   | ESFP                       |                            |
| Ray                                | ISTJ   | ISTJ                       |                            |
| Sky                                | ENFP   | ESFJ                       |                            |
| Điểm                               | 5 điểm | 5 điểm                     | 3 điểm                     |
| Kết quả chung cuộc                 | Thắng  | Bước vào Trận đấu Tử chiến | Bước vào Trận đấu Tử chiến |

#### Ngày 5: Ngày Cuối Cùng

##### Vòng 1: Hầm Công Thức
1. Trong trò chơi này, các thí sinh sẽ phải mở 28 ổ khóa bằng mật mã 4 chữ số và viết phép toán sao cho ra được đáp số yêu cầu.
2. Trước khi bắt đầu, mỗi đội sẽ cử 2 thành viên. Một người học thuộc mật mã, người còn lại viết công thức.
3. Bắt đầu trò chơi, thành viên phụ trách phần học thuộc sẽ có 5 phút để ghi nhớ 28 mật mã và có 10 phút để mở khóa.
4. Sau khi lấy các thẻ số và dấu trong hộc, người này sẽ đưa thẻ cho thành viên đảm nhiệm phần viết công thức.
5. Trong hộc sẽ có hai bộ thẻ số từ 1 đến 10 và hai bộ thẻ dấu gồm căn bậc hai √, ngoặc đơn (), giai thừa !, số mũ ^. Tổng cộng là 28 thẻ.
6. Thành viên đảm nhiệm viết công thức phải sử dụng thẻ để tạo thành phép toán cho ra đáp số yêu cầu trong vòng 5 phút.
7. Mỗi vòng, thí sinh sẽ có 3 đáp số yêu cầu. Đội ra được đáp số yêu cầu nhanh hơn được cộng 1 điểm. Thí sinh không được ghép các thẻ số thành số có 2 chữ số. Tuy nhiên, thí sinh được phép dùng một thẻ số nhiều lần.
8. Trò chơi gồm 3 vòng, đội ghi được 5 điểm là đội chiến thắng.

| 1                | 2                | 3                | VS                       | 1                      | 2                      | 3                      |
| Đại học Hàn Quốc | Đại học Hàn Quốc | Đại học Hàn Quốc | VS                       | Đại học Quốc gia Seoul | Đại học Quốc gia Seoul | Đại học Quốc gia Seoul |
| Chae Seung-min   | Lee Ji-soo       | Lee Ji-soo       | Vai trò học thuộc mật mã | Jung Hyun-bin          | Park Hyun-min          | —                      |
| Kim Jung-min     | Lee Dong-kyu     | Lee Dong-kyu     | Vai trò viết công thức   | Kyung Do-hyun          | Song Hyun-seok         | Jung Hyun-bin          |

Vòng 1
| ⌃ 6034  | 1 2184 | 2 8243 | 3 9259 | 4 1752 | 5 0351  | ^ 5963  |
| () 4652 | 6 0214 | 7 2583 | 8 7415 | 9 3961 | 10 6025 | () 1007 |
| ! 8624  | 1 1463 | 2 9431 | 3 5374 | 4 6430 | 5 7155  | ! 2809  |
| √ 5012  | 6 3875 | 7 7206 | 8 2918 | 9 1209 | 10 3744 | √ 8507  |

| Đội/Thí sinh | Chae Seung-min            | Jung Hyun-bin                                              |
| ------------ | ------------------------- | ---------------------------------------------------------- |
| Công thức    | 1, 3, 6, 7, 8, 9, ^, () ^ | 1, 2, 3, 4, 5, 6, 7, 8, 9, 10, ^, (), ! 5, 8, 9, 10, ^, () |
| Tổng         | 9                         | 19                                                         |

| Lượt | Đáp số yêu cầu | Thí sinh      | Đã nộp công thức                             | Kết quả   | Điểm |
| ---- | -------------- | ------------- | -------------------------------------------- | --------- | ---- |
| 1    | 133            | Kyung Do-hyun | {\displaystyle 2^{7+5}}                      | Chính xác | 0:1  |
| 2    | 0.9375         | Kyung Do-hyun | {\displaystyle (10+5)\div (4^{2})}           | Chính xác | 0:2  |
| 3    | 1234           | Kyung Do-hyun | {\displaystyle 6^{4}-2\times 3\times 10-7+5} | Chính xác | 0:3  |

Vòng 2
| ⌃ 6034  | 1 2184 | 2 8243 | 3 9259 | 4 1752 | 5 0351  | ^ 5963  |
| () 4652 | 6 0124 | 7 2583 | 8 7415 | 9 3961 | 10 6025 | () 1007 |
| ! 8624  | 1 1463 | 2 9431 | 3 5374 | 4 6130 | 5 7155  | ! 2809  |
| √ 5012  | 6 3875 | 7 7206 | 8 2918 | 9 1209 | 10 3744 | √ 8507  |

| Đội/Thí sinh | Lee Ji-soo                                                | Park Hyun-min                                                                         |
| ------------ | --------------------------------------------------------- | ------------------------------------------------------------------------------------- |
| Công thức    | 1, 2, 3, 4, 5, 6, 7, 8, 9, 10, ^, (), !, √ 5, 6, ^, (), ! | 1, 2, 3, 4, 5, 6, 7, 8, 9, 10, ^, (), !, √ 1, 2, 3, 4, 5, 6, 7, 8, 9, 10, ^, (), !, √ |
| Tổng         | 19 (+10)                                                  | 28 (+9)                                                                               |

| Lượt | Đáp số yêu cầu | Thí sinh       | Đã nộp công thức                             | Kết quả   | Điểm |
| ---- | -------------- | -------------- | -------------------------------------------- | --------- | ---- |
| 4    | 3135           | Lee Dong-kyu   | {\displaystyle 5^{5+10}}                     | Chính xác | 1:3  |
| 5    | 1987           | Lee Dong-kyu   | {\displaystyle 2\times 10^{3}-6\times 4+1}   | Sai       | 1:3  |
| 5    | 1987           | Song Hyun-seok | {\displaystyle 6^{4}-2\times 3\times 10-7+5} | Chính xác | 1:4  |
| 6    | 78125          | Lee Dong-kyu   | {\displaystyle 5^{7}}                        | Chính xác | 2:4  |

Vòng 3
Ghi chú: Bảng mật mã ghi nhớ không được quay cận cảnh trong quá trình phát sóng
| Đội/Thí sinh | Lee Ji-soo                                                                                        | SNU                                                                                               |
| ------------ | ------------------------------------------------------------------------------------------------- | ------------------------------------------------------------------------------------------------- |
| Công thức    | 1, 2, 3, 4, 5, 6, 7, 8, 9, 10, +, −, ÷, ×, (), ^ 1, 2, 3, 4, 5, 6, 7, 8, 9, 10, +, −, ÷, ×, (), ^ | 1, 2, 3, 4, 5, 6, 7, 8, 9, 10, +, −, ÷, ×, (), ^ 1, 2, 3, 4, 5, 6, 7, 8, 9, 10, +, −, ÷, ×, (), ^ |
| Tổng         | 28 (+9)                                                                                           | 28                                                                                                |

| Lượt | Đáp số yêu cầu | Thí sinh      | Đã nộp công thức                             | Kết quả   | Điểm |
| ---- | -------------- | ------------- | -------------------------------------------- | --------- | ---- |
| 7    | 4805           | Jung Hyun-bin | {\displaystyle 10^{2}\times 3\times 4^{2}+5} | Chính xác | 2:5  |

##### Vòng 2: Chiến Thuật Thoát Hiểm
1. Trên bàn cờ có 4 lối vào và 1 lối thoát hiểm. Tất cả thí sinh sẽ là quân cờ.
2. Bắt đầu trò chơi, mỗi đội cử 2 người xuất phát trước. Mỗi người phải chọn một lối vào riêng và cùng bước vào bàn cờ từ cả 4 lối này.
3. Những người còn lại được chọn lối vào tùy ý.
4. Khi đã vào bàn cờ, thí sinh chỉ có 1 lối ra duy nhất. Khi đến lượt của mình, thí sinh có thể đi theo đường thẳng và phải dừng lại nếu gặp chướng ngại vật hoặc người khác.
5. Mỗi đội chỉ được có 2 người trên bàn cờ. Khi 1 người rời khỏi bàn cờ thì người tiếp theo trong đội mới được bước vào.
6. Hai đội sẽ lần lượt di chuyển. Đội nào có cả 4 thành viên thoát hiểm thành công là đội chiến thắng.
7. Bàn cờ có kích thước 11×11 và vị trí của lối vào/chướng ngại vật/lối ra không được tiết lộ trước.
8. Quyền đi trước ở lượt thứ nhất và thứ hai được quyết định bằng cách gieo xúc xắc. 10 phút chuẩn bị sẽ được cung cấp trước khi trận đấu bắt đầu. 3 phút họp bổ sung sẽ được cung cấp ngay sau khi trận đấu bắt đầu.
9. Người tham gia có thể nói chuyện thoải mái trên bàn cờ.

|   |   |   |   | Lối ra |  |   |  |   |  |   |
|   |   | • |   |        |  |   |  |   |  |   |
| • |   |   |   |        |  |   |  | • |  |   |
|   |   |   |   |        |  |   |  |   |  |   |
|   |   |   |   |        |  |   |  |   |  |   |
|   | • |   |   |        |  |   |  |   |  | • |
|   |   |   |   | •      |  |   |  |   |  |   |
| • |   |   |   |        |  |   |  |   |  |   |
|   |   |   | • |        |  |   |  |   |  | • |
|   |   |   |   |        |  | • |  |   |  |   |
|   |   |   |   |        |  |   |  |   |  |   |
| ↑ |   | ↑ |   |        |  |   |  | ↑ |  | ↑ |

##### Vòng 3: Tìm Hình Ẩn
1. Trong trò chơi này, thí sinh sẽ được xem một tấm bảng có các mũi tên chỉ 4 hướng. Đội tìm được nhiều hình khớp với hình yêu cầu là đội chiến thắng.
2. Hình yêu cầu sẽ gồm 4 mũi tên, ghép thành một hình vuông 2x2. Thí sinh sẽ phải tìm hình khớp với hình yêu cầu trên bảng gồm 10 hàng dọc và 8 hàng ngang. Trên bảng, hình yêu cầu có thể được đặt thẳng hoặc nghiêng.
3. Các hình lật ngược, dù lật ngang hay lật dọc đều không được tính là hình gốc.
4. Thí sinh sẽ lần lượt có 10 giây để trả lời. Nếu tìm thấy hình yêu cầu, thí sinh sẽ hô tọa độ của ô trên cùng bên trái của hình. Ví dụ, hình yêu cầu bắt đầu từ B3.
5. Mỗi câu trả lời đúng được 1 điểm. Mỗi câu trả lời sai bị trừ 1 điểm. Mỗi lần nhắc lại tọa độ đã được đọc lên cũng bị trừ 1 điểm. Nếu không có câu trả lời thì thí sinh không bị trừ điểm, nhưng phải nhường lượt cho đối thủ.
6. Nếu nhận thấy không còn hình trùng khớp với hình yêu cầu, người chơi phải hô "Hết". Nếu không còn hình trùng khớp, người hô "Hết" được cộng 3 điểm và kết thúc 1 vòng. Nhưng nếu trên bảng vẫn còn hình trùng khớp, người đó bị trừ 2 điểm và phải nhường lượt cho đối thủ, trò chơi lại tiếp tục.
7. Người chơi phải hô "Hết" trong vòng 5 giây sau khi trả lời đúng.
8. Trò chơi gồm 6 vòng, mỗi vòng là 1 hình yêu cầu. Bảng của 3 vòng đầu giữ nguyên, sau đó thay đổi cho 3 vòng cuối. Mỗi vòng sẽ là một cặp thí sinh đấu với nhau, và tất cả 4 người của mỗi đội phải lần lượt tham gia 4 vòng đấu. Sang vòng 5 và 6, các đội có thể cử người tùy ý.
9. Đội chiến thắng ở vòng đầu tiên sẽ được quyết định bằng cách tung xúc xắc.
10. Kết thúc 6 vòng, đội có điểm số cao hơn là đội chiến thắng.

- Xác định số hình trùng khớp còn lại

Điều quan trọng là phải hô to "Hết" và giành được 3 điểm, vì vậy hãy đảm bảo số câu trả lời đúng còn lại trong lượt của bạn là một số lẻ, giả sử bạn đã tính toán chính xác số câu trả lời đúng còn lại. Đây là chiến lược được Kyung Do-hyun đề cập trong chương trình phát sóng.
- Tìm khoảng trống ở giữa

Tìm hình trùng khớp bằng cách nhìn vào khoảng trống màu trắng ở giữa, được chia bởi phần mũi tên của mẫu mục tiêu, như một hình dạng duy nhất. Chiến lược được Chae Seung-min đề cập trong chương trình phát sóng.
| Vòng       | Đại học Hàn Quốc | Điểm | Điểm | Đại học Quốc gia Seoul |
| ---------- | ---------------- | ---- | ---- | ---------------------- |
| Vòng 1     | Kim Jung-min     | 2    | 4    | Kyung Do-hyun          |
| Vòng 2     | Lee Dong-kyu     | 6    | 7    | Park Hyun-min          |
| Vòng 3     | Lee Ji-soo       | 6    | 8    | Jung Hyun-bin          |
| Vòng 4     | Chae Seung-min   | 7    | 12   | Song Hyun-seok         |
| Vòng 5     | Kim Jung-min     | 7    | 15   | Song Hyun-seok         |
| Vòng 6     | Kim Jung-min     | 11   | 22   | Jung Hyun-bin          |
|            |                  |      |      |                        |
| Chung cuộc | Thua             | 11   | 22   | Thắng                  |

Vòng 1–3
|   | 1 | 2 | 3 | 4 | 5 | 6 | 7 | 8 | 9 | 10 |
| - | - | - | - | - | - | - | - | - | - | -- |
| A | → | ↑ | ← | ↑ | ↓ | ↓ | ← | → | ↑ | ←  |
| B | ↓ | → | ← | ↓ | ← | ← | ↑ | ↑ | ← | ↓  |
| C | ↓ | → | ← | ↑ | → | ↓ | ← | ↓ | → | ←  |
| D | ← | ↓ | ↓ | ↑ | ↓ | ↑ | ← | ↓ | ↑ | →  |
| E | → | ← | ← | ← | ↑ | ↓ | → | ↑ | ← | ↑  |
| F | ↑ | ↓ | ← | ↓ | → | ↑ | → | ← | ↓ | →  |
| G | ← | ↑ | → | ← | ↓ | ← | ↑ | → | ↓ | ↑  |
| H | ↓ | → | ↑ | ← | ↑ | ↓ | → | ↓ | ↑ | ←  |

Vòng 4–6
|   | 1 | 2 | 3 | 4 | 5 | 6 | 7 | 8 | 9 | 10 |
| - | - | - | - | - | - | - | - | - | - | -- |
| A | ↓ | ↑ | ← | → | ↑ | ↓ | → | ↑ | ↓ | →  |
| B | → | ↑ | → | ↓ | ← | ← | → | ↓ | ← | ←  |
| C | ↑ | ← | ↑ | ↓ | ↑ | ↓ | ← | → | → | ↑  |
| D | ← | → | ↓ | ← | ↑ | ← | ← | ↑ | ↑ | ↓  |
| E | ↓ | ↑ | ↓ | ← | ↓ | → | ↑ | → | ↓ | ←  |
| F | → | ↑ | → | → | ← | ↓ | ↓ | ↑ | → | →  |
| G | ↑ | ← | ← | ↓ | ← | → | ↓ | ← | ← | ←  |
| H | → | → | → | ↑ | ↓ | ↑ | ↓ | ↑ | → | ↓  |

### Trận đấu Tử chiến

#### Ngày 1: Bắn Cung Bằng Số
1. Trong trò chơi này, hai đội phải sử dụng 4 con số và các dấu để ra được đáp số giống như trên bia bắn cung. Đội chiến thắng là đội giành trước 25 điểm.
2. Mỗi đội được phát 2 bộ số gồm các số từ 1 đến 6. Sau đó, mỗi đội sẽ chọn 2 số và cùng giơ lên. Hai đội sẽ dùng 4 số được chọn và các dấu được cho sẵn để tạo thành phép tính có kết quả như trên bia bắn cung.
3. Các ký hiệu phép tính được cung cấp là cộng+, trừ-, nhân×, chia÷, bình phương⌃, căn bậc hai√, dấu ngoặc đơn() và giai thừa!.
4. Trong phép tính chỉ được chứa số có 1 chữ số. Các đội có thể dùng lại số và dấu.
5. Khi hoàn thành phép toán, các đội phải nhấn chuông và đọc đáp số trong 3 giây, sau đó giơ bảng và viết phép toán của mình lên.
6. Nếu trúng vào số ở vùng trắng, các đội sẽ được 1 điểm. Trúng vào số ở vùng đen, các đội được 2 điểm. Trúng vào vùng xanh, các đội được 3 điểm. Trúng vào vùng đỏ, các đội được 4 điểm. Trúng vào vùng vàng, các đội được 5 điểm.
7. Ngoài ra, nếu viết được 3 phép toán ra 3 kết quả là các số cạnh nhau, các đội được cộng thêm 2 điểm.
8. Có thể viết dưới dạng phân số trong công thức và không giới hạn số lượng ký hiệu phép tính được sử dụng.

| 1 điểm | 1.25    | 1.25    | -2      | 1       | 37      | 19      |
| 1 điểm | 45      | 45      | -7      | 108     | 216     | 15      |
| 1 điểm | 66      | 66      | 31      | 90      | -0.5    | 54      |
| 2 điểm | 15625   | 15625   | 52      | 78      | 1.2     | 701     |
| 2 điểm | 7777    | 7777    | -1.5    | 47      | 2.25    | 732     |
| 3 điểm | 716     | 244     | 601     | 5184    | 4090    | -351    |
| 4 điểm | 173     | 173     | 373     | 373     | 777     | 777     |
| 5 điểm | 8388610 | 8388610 | 8388610 | 8388610 | 8388610 | 8388610 |

| Vòng    | Các thẻ số   | Các thẻ số   | Đội | Công thức     | Đáp số mục tiêu | Kết quả | Điểm    | Điểm  |
| Vòng    | POSTECH      | KAIST        | Đội | Công thức     | Đáp số mục tiêu | Kết quả | POSTECH | KAIST |
| ------- | ------------ | ------------ | --- | ------------- | --------------- | ------- | ------- | ----- |
| Vòng 1  | 1, 4         | 1, 5         |     | 145           | 1               | Đúng    | 0       | 1     |
| Vòng 2  | 2, 5         | 1, 3         |     | 1(2+5)-3      | −2              | Đúng    | 0       | 2     |
| Vòng 3  | 4, 5         | 4, 5         |     | (4÷5)×5-4     | 1.25            | Đúng    | 0       | 5     |
| Vòng 4  | 2, 6         | 5, 6         |     | 62+6−5        | 37              | Đúng    | 1       | 5     |
| Vòng 5  | 3, 6         | 1, 6         |     | 6×3+16        | 19              | Đúng    | 2       | 5     |
| Vòng 6  | 3, 2         | 3, 5         |     | Hết thời gian |                 |         |         |       |
| Vòng 6  | 3, 2         | 3, 5         |     | (3+3)(5-2)    | 216             | Đúng    | 3       | 5     |
| Vòng 7  | 3, 5         | 3, 5         |     | Hết thời gian |                 |         |         |       |
| Vòng 7  | 3, 5         | 3, 5         |     | 3(5-3)×5      | 45              | Đúng    | 6       | 5     |
| Vòng 8  | 6, 4         | 6, 1         |     | 6+4+6−1       | 15              | Đúng    | 7       | 5     |
| Vòng 9  | 3, 6         | 1, 5         |     | 65+13         | 7777            | Đúng    | 7       | 7     |
| Vòng 10 | 3, 5         | 5, 1         |     | 53!×13        | 15625           | Đúng    | 7       | 9     |
| Vòng 11 | 6, 6         | 4, 1         |     | 6×(6+4+1)     | 66              | Đúng    | 10      | 9     |
| Vòng 12 | 3, 4         | 1, 4         |     | 3⁄4×(4−1)     | 2.25            | Đúng    | 12      | 9     |
| Vòng 13 | Đã chỉnh sửa | Đã chỉnh sửa |     | 3−1−4−5       | −7              | Đúng    | 13      | 9     |
| Vòng 14 | 2, 2         | 3, 4         |     | (3!)!−4⁄2×2   | 716             | Đúng    | 13      | 12    |
| Vòng 15 | 2, 2         | 2, 2         |     | 2⁄2÷2−2       | −0.5            | Đúng    | 14      | 12    |
| Vòng 16 | 2, 2         | 2, 2         |     | (2+2⁄2)−2     | −1.5            | Đúng    | 14      | 14    |
| Vòng 17 | 5, 2         | 6, 2         |     | 5!×2+6−2      | 244             | Đúng    | 17      | 14    |
| Vòng 18 | 5, 5         | 1, 5         |     | 5×5!15        | 601             | Đúng    | 17      | 17    |
| Vòng 19 | 6, 4         | 2, 3         |     | 46−2×3        | 4090            | Đúng    | 20      | 17    |
| Vòng 20 | 4, 6         | 2, 3         |     | 36+4!×2       | 777             | Đúng    | 20      | 21    |
| Vòng 21 | 4. 6         | 3, 4         |     | 6!⁄4−(3+4)    | 173             | Đúng    | 20      | 25    |

#### Ngày 2: Con Số Pixel
1. Trong trò chơi này, các thí sinh sẽ phải tìm ra đáp số bằng cách ghép các tấm thẻ chứa điểm ảnh lại với nhau. Đội tìm được nhiều đáp số nhất là đội thắng.
2. Bắt đầu trò chơi, mỗi bên sẽ được cho 15 Thẻ Pixel và 3 đáp số.
3. Đáp số là con số sẽ xuất hiện khi các Thẻ Pixel được xếp chồng lên nhau, và thí sinh phải dùng ít nhất 2 Thẻ Pixel để tạo thành đáp số.
4. Thí sinh nhấn chuông đầu tiên được quyền trả lời trước và phải đưa ra đáp án trong vòng 10 giây.
5. Mỗi câu trả lời đúng tương ứng 1 điểm. Nếu trả lời sai hoặc hết thời gian quy định, cơ hội sẽ được nhường lại cho đối phương.
6. Một vòng kết thúc khi các bên tìm được hết đáp án.
7. Trận đấu sẽ gồm 5 vòng. Từ vòng 1 đến vòng 4, các bên sẽ được cho 3 đáp số. Sang vòng 5, các bên sẽ được cho 2 đáp số và 1 con số bí mật.
8. Đội tìm ra con số bí mật được cộng thêm 3 điểm.
9. Sau 5 vòng, đội nhiều điểm hơn là đội chiến thắng và đội còn lại sẽ bị loại.
10. Mỗi vòng chỉ có 1 người tham gia và bảng đấu sẽ được quyết định trước khi trò chơi bắt đầu.

| Vòng | Thí sinh               | Đáp số / Thẻ Pixel | Kết quả | KAIST         | YONSEI       |
| ---- | ---------------------- | ------------------ | ------- | ------------- | ------------ |
| 1    |                        |                    |         | Heo Sung-bum  | Kim Ki-hong  |
| 1    | Heo Sung-bum           | 1 / 2, 9, 14       | Đúng    | 1             | 0            |
| 1    | Heo Sung-bum           | 7 / 4, 6, 10       | Đúng    | 2             | 0            |
| 1    | Kim Ki-hong            | 9 / 3, 11, 12      | Sai     | 2             | 0            |
| 1    | Vượt quá thời gian chờ |                    |         |               |              |
| 1    | Kim Ki-hong            | 9 / 3, 7, 12       | Đúng    | 2             | 1            |
| 2    |                        |                    |         | So Hyun-ji    | Cho Hyun-jun |
| 2    | Cho Hyun-jun           | 9 / 3, 7, 11       | Đúng    | 2             | 2            |
| 2    | So Hyun-ji             | 4 / 1, 10, 12      | Đúng    | 3             | 2            |
| 2    | Cho Hyun-jun           | 6 / 2, 6, 15       | Đúng    | 3             | 3            |
| 3    |                        |                    |         | Choi Seo-yeon | Park Na-yoon |
| 3    | Choi Seo-yeon          | 8 / 1, 2, 7        | Đúng    | 4             | 3            |
| 3    | Park Na-yoon           | 2 / 3, 14, 15      | Đúng    | 4             | 4            |
| 3    | Choi Seo-yeon          | 5 / 4, 6, 11       | Đúng    | 5             | 4            |
| 4    |                        |                    |         | Yang Jun-hyuk | Son Ju-hyung |
| 4    | Son Ju-hyung           | 5 / 4, 8, 13       | Đúng    | 5             | 5            |
| 4    | Yang Jun-hyuk          | 2 / 1, 7, 10       | Đúng    | 6             | 5            |
| 4    | Yang Jun-hyuk          | 3 / 3, 9 11, 15    | Sai     | 6             | 5            |
| 4    | Son Ju-hyung           | 3 / 2, 6, 11, 15   | Đúng    | 6             | 6            |
| 5    |                        |                    |         | Heo Sung-bum  | Cho Hyun-jun |
| 5    | Cho Hyun-jun           | 8 / 1, 4, 9        | Đúng    | 6             | 9            |

#### Ngày 3: Match & Mix
1. Trong trò chơi này, các con số sẽ được đặt trên các viên gạch di động. Đội tìm được nhiều cặp số giống nhau nhất là đội chiến thắng.
2. Bảng được chia làm 9 ô, trong đó có 1 ô trống. 8 ô còn lại là 8 viên gạch. Trên bảng sẽ có các chíp tương ứng với 20 cặp số từ 1 đến 20.
3. Trước khi trò chơi bắt đầu, thí sinh sẽ có thời gian để nhớ vị trí các chíp khi mỗi viên gạch được lật lên trong vòng 10 giây.
4. Khi bắt đầu trò chơi, người đầu tiên có 10 giây để chọn 2 chíp có cùng một số. Nếu trùng nhau, thí sinh được 1 điểm và được thêm 1 lượt nữa. Nếu không trùng nhau, lượt tiếp theo sẽ dành cho đối phương.
5. Hết một lượt, thí sinh phải di chuyển 1 viên gạch. Tuy nhiên, thí sinh không được phép đẩy viên gạch về vị trí cũ.
6. Đội chiến thắng là đội chạm mốc 11 điểm trước đội còn lại. Trò chơi gồm 3 vòng. 2 vòng đầu, mỗi đội cử ra 2 thành viên. Riêng vòng 3, mỗi đội chỉ cử 1 thành viên. Những thành viên đã tham gia vòng 1 sẽ không được phép tham gia vòng 2.
7. Ở vòng đầu tiên, đội thua ở vòng trước sẽ chọn chơi trước bằng cách tung xúc xắc.
8. Luật ẩn: Được tiết lộ trước khi bắt đầu vòng 3. Nếu bạn tìm thấy 2 chíp có cùng số, bảng gạch sẽ được di chuyển mà không có thêm cơ hội lấy lại nào và cơ hội đó sẽ ngay lập tức được chuyển cho đối phương. Ngay cả khi không tìm thấy cùng một chíp, bảng gạch vẫn được di chuyển.

Vòng 1
| 13 17 16 20 8 | 9 1 17 4 15   | 5 14 11 19 7 |
| 6 18 12 3 7   | 1 10 14 12 20 | 9 2 15 13 4  |
| 5 10 11 19 2  | 3 18 8 6 16   |              |

| Lượt | Đại học Yonsei (chơi trước) Cho Hyun-jun & Park Na-yoon                | Đại học Yonsei (chơi trước) Cho Hyun-jun & Park Na-yoon | Đại học Hàn Quốc (chơi sau) Kim Jung-min & Lee Dong-kyu | Đại học Hàn Quốc (chơi sau) Kim Jung-min & Lee Dong-kyu |
| Lượt | Lựa chọn                                                               | Điểm                                                    | Điểm                                                    | Lựa chọn                                                |
| ---- | ---------------------------------------------------------------------- | ------------------------------------------------------- | ------------------------------------------------------- | ------------------------------------------------------- |
| 1    | 6 – 6 11 – 11 18 – 18 17 – 17 4 – 4 15 -15 5 – 5 20 – 20 Hết thời gian | 8                                                       | 1                                                       | 3 -3 14 - Hết thời gian                                 |
| 2    | 14 – 14 7 – 7 13 – 13                                                  | 11                                                      | 1                                                       |                                                         |
|      | Thắng (1)                                                              | Thắng (1)                                               | Thua (0)                                                | Thua (0)                                                |

Vòng 2
| 20 14 16 10 8 | 11 18 20 7 5 | 4 12 15 19 1 |
| 9 3 8 15 12   | 11 2 6 9 17  | 13 17 18 1 3 |
| 4 19 6 5 10   | 16 13 2 7 14 |              |

| Lượt | Đại học Yonsei (chơi sau) Kim Ki-hong & Son Ju-hyung | Đại học Yonsei (chơi sau) Kim Ki-hong & Son Ju-hyung | Đại học Hàn Quốc (chơi trước) Chae Seung-min & Lee Ji-soo | Đại học Hàn Quốc (chơi trước) Chae Seung-min & Lee Ji-soo |
| Lượt | Lựa chọn                                             | Điểm                                                 | Điểm                                                      | Lựa chọn                                                  |
| ---- | ---------------------------------------------------- | ---------------------------------------------------- | --------------------------------------------------------- | --------------------------------------------------------- |
| 1    | 11 – 11 7 – 7 15 - Hết thời gian                     | 2                                                    | 4                                                         | 20 – 20 14 – 14 16 – 16 8 – 8 11 - Hết thời gian          |
| 2    | 2 – 2 1 – 1 4 – 18                                   | 4                                                    | 6                                                         | 15 – 15 9 – 9 2 – 1                                       |
| 3    | 18 – 18 19 – 13                                      | 5                                                    | 7                                                         | 19 – 19 13 – 12                                           |
| 4    | 4 – 4 17 – 5                                         | 6                                                    | 7                                                         | 5 – 10                                                    |
| 5    | 5 – 5 3 – 6                                          | 7                                                    | 11                                                        | 13 – 13 10 – 10 6 – 6 12 – 12                             |
|      | Thua (1)                                             | Thua (1)                                             | Thắng (1)                                                 | Thắng (1)                                                 |

Vòng 3
| 3 9 10 14 5  | 20 12 2 7 19 | 12 4 3 11 15 |
| 20 16 13 8 1 | 14 17 16 4 7 | 13 8 10 7 18 |
| 2 6 15 9 17  | 5 18 11 19 6 |              |

| Lượt | Đại học Yonsei (chơi trước) Park Na-yoon | Đại học Yonsei (chơi trước) Park Na-yoon | Đại học Hàn Quốc (chơi sau) Chae Seung-min | Đại học Hàn Quốc (chơi sau) Chae Seung-min |
| Lượt | Lựa chọn                                 | Điểm                                     | Điểm                                       | Lựa chọn                                   |
| ---- | ---------------------------------------- | ---------------------------------------- | ------------------------------------------ | ------------------------------------------ |
| 1    | 9 -9                                     | 1                                        | 1                                          | 7 – 7                                      |
| 2    | 10 – 18                                  | 1                                        | 2                                          | 2 – 2                                      |
| 3    | 5 - Hết thời gian                        | 1                                        | 3                                          | 5 – 5                                      |
| 4    | 13 – 14                                  | 1                                        | 4                                          | 12 – 12                                    |
| 5    | 4 – 4                                    | 2                                        | 5                                          | 3 – 3                                      |
| 6    | 13 – 14                                  | 2                                        | 6                                          | 13 – 13                                    |
| 7    | 15 - Hết thời gian                       | 2                                        | 7                                          | 15 – 15                                    |
| 8    | 20 - Hết thời gian                       | 2                                        | 8                                          | 14 – 14                                    |
| 9    | Hết thời gian                            | 2                                        | 9                                          | 20 – 20                                    |
| 10   | 18 – 18                                  | 3                                        | 10                                         | 8 – 8                                      |
| 11   |                                          |                                          | 11                                         | 19 – 19                                    |
|      | Thua (1)                                 | Thua (1)                                 | Thắng (2)                                  | Thắng (2)                                  |

#### Ngày 4: Oẳn Tù Tì Lăn!
1. Trong trò chơi này, thí sinh sẽ được cho một quân xúc xắc gồm 2 mặt là kéo, 2 mặt là búa và 2 mặt là bao, sau đó lăn xúc xắc trên bàn cờ để giành chiến thắng.
2. Trước khi trò chơi bắt đầu, thí sinh sẽ có 2 phút để quan sát hình khai triển của xúc xắc. Sau đó, xúc xắc sẽ bị ẩn đi.
3. Hình khai triển và thí sinh sẽ thay đổi theo từng vòng.
4. Khi bắt đầu một vòng, xúc xắc sẽ được đặt ở phía bên kia bàn cờ.
5. Thí sinh sẽ gieo quân xúc xắc chỉ có các mặt là số 3, 4, 5. Sau đó, thí sinh sẽ lăn xúc xắc theo số mà mình đổ được. Thí sinh được phép lăn xúc xắc theo hướng bất kì, tuy nhiên không được phép lăn xúc xắc về vị trí cũ.
6. Khi lăn xúc xắc đến đích, mặt xúc xắc tiếp xúc với bảng sẽ quyết định kết quả. Nếu thắng, thí sinh sẽ được 1 điểm. Nếu hòa, thí sinh được 0 điểm. Nếu thua, thí sinh bị trừ 1 điểm.
7. Mỗi lượt, thí sinh có 20 giây. Nếu không lăn xúc xắc trong vòng 20 giây, thí sinh sẽ bị trừ 1 điểm.
8. Trò chơi gồm 5 vòng. Đội chạm mốc 4 điểm trước là đội chiến thắng 1 vòng. Đội chiến thắng 3 vòng là đội chiến thắng chung cuộc.

- Giữ bề mặt tiếp xúc với bảng

Số lần di chuyển theo xúc xắc là 3, 4 hoặc 5, và với mỗi lần di chuyển, sẽ có một đường di chuyển cố định bề mặt tiếp xúc với bảng. Với xúc xắc là 3 (1 ô lên, xuống, trái và phải). Với xúc xắc là 4 ("2 ô lên, xuống, trái và phải/4 ô" và "2 ô theo đường chéo"). Và với xúc xắc là 5, sau khi di chuyển 2 ô lên, xuống, trái và phải/chéo (không xung đột với đường di chuyển 3 ô). Điều này tương ứng với "1 ô lên, xuống, trái và phải". Do tính chất của phép tính này, bạn chỉ cần biết mặt dưới của xúc xắc là Búa, Bao, Kéo, nên đây gần như là một chiến lược chắc chắn thắng.
- Góc di chuyển

Nếu bạn di chuyển xúc xắc đến rìa góc chéo, đường đi mà đối phương có thể ghi điểm sẽ bị thu hẹp so với đường đi ở giữa. Đây là một chiến lược có thể được sử dụng để cố gắng củng cố thế trận trong tình huống có sự chênh lệch điểm số hoặc câu giờ để ghi nhớ lại đường đi khai triển.
- Chiến lược ghi nhớ đường đi khai triển của SNU

Còn được gọi là "Quy tắc bàn tay trái của Song Hyun-seok". Giống như Quy tắc bàn tay trái của Fleming và Quy tắc bàn tay phải của Fleming, đây là một phương pháp ghi nhớ thông tin bằng các ngón tay. Tìm các đỉnh tương ứng với ngón cái-kéo, ngón trỏ-búa, ngón giữa-bao và di chuyển bàn tay của bạn để khớp với hình dạng của viên xúc xắc đang được đặt. Nói một cách đơn giản, đây là một chiến lược mà bạn nghĩ rằng mình đang cầm xúc xắc trên tay. Nhược điểm là việc di chuyển bàn tay có thể gây nhầm lẫn do hạn chế về cấu trúc vật lý. Trong khi đó, Jung Hyun-bin đã sử dụng chiến lược ghi nhớ 4 mặt (hai cặp búa, bao, kéo) trước.
|   | 1   | 2   | 3   | 4   | 5   | 6   | 7   |
| - | --- | --- | --- | --- | --- | --- | --- |
| A | Kéo | Búa | Bao | Kéo | Bao | Búa | Kéo |
| B | Bao | Kéo | Búa | Búa | Kéo | Bao | Bao |
| C | Búa | Kéo | Bao | Bao | Búa | Búa | Kéo |
| D | Kéo | Bao | Búa | Bao | Kéo | Bao | Búa |
| E | Bao | Búa | Búa | Kéo | Bao | Bao | Bao |
| F | Búa | Kéo | Kéo | Bao | Búa | Bao | Kéo |
| G | Búa | Kéo | Búa | Kéo | Búa | Kéo | Búa |

| Vòng 1 | Vòng 1 | Vòng 1 | Vòng 2 | Vòng 2 | Vòng 2 | Vòng 3 | Vòng 3 | Vòng 3 |
| ------ | ------ | ------ | ------ | ------ | ------ | ------ | ------ | ------ |
|        | Búa    |        |        | Búa    |        |        | Kéo    |        |
| Bao    | Búa    | Kéo    | Kéo    | Kéo    | Bao    | Bao    | Bao    | Kéo    |
|        | Kéo    |        |        | Bao    |        |        | Búa    |        |
|        | Bao    |        |        | Búa    |        |        | Búa    |        |

Tiến độ trò chơi
| Lượt               | Lượt 1: Kyung Do-hyun           | Lượt 1: Kyung Do-hyun | Lượt 1: Kyung Do-hyun | Lượt 1: Kyung Do-hyun | Lượt 2: David                | Lượt 2: David | Lượt 2: David | Lượt 2: David |
| Lượt               | Đường di chuyển                 | Mặt tiếp xúc          | Kết quả               | Điểm                  | Đường di chuyển              | Mặt tiếp xúc  | Kết quả       | Điểm          |
| ------------------ | ------------------------------- | --------------------- | --------------------- | --------------------- | ---------------------------- | ------------- | ------------- | ------------- |
| 1                  | 5, Xuống-Xuống-Xuống-Xuống-Trái | Búa đỏ                | Thắng                 | 1                     | 5, Hết thời gian             | Búa đỏ        | Thua          | -1            |
| 2                  | 3, Phải-Xuống-Trái              | Búa đỏ                | Thắng                 | 2                     | 3, Lên-Phải-Lên              | Bao vàng      | Thua          | -2            |
| 3                  | 5, Phải-Lên-Trái-Trái-Trái      | Búa đỏ                | Thua                  | 1                     | 4, Xuống-Phải-Phải-Phải      |               | Hòa           | -2            |
| 4                  | 2, Phải-Phải-Lên-Lên            |                       | Thắng                 | 2                     | 5, Trái-Trái-Xuống-Phải-Phải |               | Thua          | -3            |
| 5                  | 3, Trái-Xuống-Phải              |                       | Thắng                 | 3                     | 3, Xuống-Trái-Trái           |               | Thua          | -4            |
| 6                  | 4, Lên-Lên-Trái-Trái            |                       | Thắng                 | 4                     |                              |               |               |               |
| Kết quả chung cuộc | Do-hyun thắng                   | Do-hyun thắng         | Do-hyun thắng         | Do-hyun thắng         | Do-hyun thắng                | Do-hyun thắng | Do-hyun thắng | Do-hyun thắng |

| Lượt               | Lượt 1: Janice                   | Lượt 1: Janice  | Lượt 1: Janice  | Lượt 1: Janice  | Lượt 2: Song Hyun-seok         | Lượt 2: Song Hyun-seok | Lượt 2: Song Hyun-seok | Lượt 2: Song Hyun-seok |
| Lượt               | Đường di chuyển                  | Mặt tiếp xúc    | Kết quả         | Điểm            | Đường di chuyển                | Mặt tiếp xúc           | Kết quả                | Điểm                   |
| ------------------ | -------------------------------- | --------------- | --------------- | --------------- | ------------------------------ | ---------------------- | ---------------------- | ---------------------- |
| 1                  | 3, Xuống-Xuống-Xuống             |                 | Hòa             | 0               | 4, Phải-Phải-Lên-Lên           |                        | Thắng                  | 1                      |
| 2                  | 4, Trái-Trái-Xuống-Trái          |                 | Thua            | -1              | 5, Phải-Phải-Xuống-Xuống-Xuống |                        | Hòa                    | 1                      |
| 3                  | 3, Phải-Xuống-Trái               |                 | Thua            | -2              | 5, Phải-Lên-Trái-Lên-Lên       |                        | Thua                   | 0                      |
| 4                  | 5, Xuống-Xuống-Xuống-Trái-Lên    |                 | Thắng           | -1              | 3, Xuống-Phải-Lên              |                        | Hòa                    | 0                      |
| 5                  | 4, Phải-Dưới-Phải-Phải           |                 | Thắng           | 0               | 4, Lên-Lên-Lên-Lên             |                        | Hòa                    | 0                      |
| 6                  | 5, Trái-Trái-Xuống-Xuống-Xuống   |                 | Hòa             | 0               | 5, Lên-Lên-Trái-Trái-Trái      |                        | Thắng                  | 1                      |
| 7                  |                                  |                 |                 |                 | 5, Xuống-Phải-Lên-Phải-Phải    |                        | Hòa                    | 1                      |
| 8                  | 5, Xuống-Xuống-Xuống-Xuống-Xuống |                 | Thắng           | 1               | 5, Phải-Lên-Trái-Trái-Trái     |                        | Thắng                  | 2                      |
| 9                  | 5, Trái-Trái-Lên-Phải-Phải       |                 | Hòa             | 1               | 4, Lên-Lên-Trái-Trái           |                        | Thắng                  | 3                      |
| 10                 | 3, Xuống-Phải-Lên                |                 | Thua            | 0               | 3, Xuống-Trái-Lên              |                        | Thắng                  | 4                      |
| Kết quả chung cuộc | Hyun-seok thắng                  | Hyun-seok thắng | Hyun-seok thắng | Hyun-seok thắng | Hyun-seok thắng                | Hyun-seok thắng        | Hyun-seok thắng        | Hyun-seok thắng        |

| Lượt               | Lượt 1: Jung Hyun-bin        | Lượt 1: Jung Hyun-bin | Lượt 1: Jung Hyun-bin | Lượt 1: Jung Hyun-bin | Lượt 2: Sky               | Lượt 2: Sky    | Lượt 2: Sky    | Lượt 2: Sky    |
| Lượt               | Đường di chuyển              | Mặt tiếp xúc          | Kết quả               | Điểm                  | Đường di chuyển           | Mặt tiếp xúc   | Kết quả        | Điểm           |
| ------------------ | ---------------------------- | --------------------- | --------------------- | --------------------- | ------------------------- | -------------- | -------------- | -------------- |
| 1                  | 4, Xuống-Xuống-Phải-Phải     | Búa vàng              | Thắng                 | 1                     | 4, Trái-Xuống-Trái-Lên    | Bao xanh lá    | Hòa            | 0              |
| 2                  | 3, Xuống-Phải-Lên            | Bao xanh lá           | Thắng                 | 2                     | 4, Hết thời gian          |                | Thua           | -1             |
| 3                  | 5, Xuống-Phải-Lên-Trái-Trái  | Búa xanh lá           | Thắng                 | 3                     | 4, Xuống-Xuống-Xuống-Phải | Bao đỏ         | Thắng          | 0              |
| 4                  | 5, Phải-Lên-Trái-Xuống-Xuống | Kéo đỏ                | Thắng                 | 4                     |                           |                |                |                |
| Kết quả chung cuộc | Hyun-bin thắng               | Hyun-bin thắng        | Hyun-bin thắng        | Hyun-bin thắng        | Hyun-bin thắng            | Hyun-bin thắng | Hyun-bin thắng | Hyun-bin thắng |

### Trận đấu nhận đặc quyền

#### Ngày 1: Chọn "Át chủ bài"
1. Tất cả thí sinh sẽ cùng tham gia một trò chơi, cho đến khi một người vươn lên là "Át chủ bài". Nói cách khác, trò chơi này sẽ xác định ai là người mạnh nhất trong 20 thí sinh.
2. Mỗi vòng gồm 4 trò chơi khác nhau. Vòng sau có thời gian ít hơn vòng trước 10 giây.
3. Thí sinh không trả lời kịp trong thời gian quy định hoặc trả lời sai sẽ bị loại. Người bị loại phải trở về căn cứ của mình, và những người còn lại tiếp tục thi đấu.
4. Đội chiến thắng phần thi Chọn "Át chủ bài" sẽ nhận được một đặc quyền có thể làm thay đổi cục diện trận đấu chính.
5. 4 trò chơi trong phần thi này gồm: "Chọn Một Trong Hai", "Sắp Xếp Khu Vực", "Con Số Pixel 2", "Trò Chơi Tổng Bằng 0".

Chọn Một Trong Hai
- Màn hình sẽ hiển thị hai biểu thức. Thí sinh sẽ phải so sánh kết quả hai biểu thức này và nhập số lớn hơn trong thời gian quy định.

Sắp Xếp Khu Vực
- Có 4 khu vực khác nhau. Thí sinh phải sắp xếp các khu vực theo thứ tự giảm dần về diện tích.

Con Số Pixel 2
- Màn hình sẽ hiển thị 2 bộ thẻ, mỗi bộ gồm 6 thẻ pixel. Đầu tiên, thí sinh sắp xếp thẻ pixel màu đỏ chồng lên nhau, màu xanh chồng lên nhau. Sau đó, thí sinh lược bớt các ô có hai màu đè lên nhau để ra được con số để điền vào đáp án.

Trò Chơi Tổng Bằng 0
- Thí sinh phải ghi nhớ 18 con số. Sau đó, thí sinh sẽ được cho 2 con số và phải nhớ xem ghép với số nào để cho ra tổng bằng 0 rồi nhập vị trí của số đó vào phần trả lời.

| Vòng              | Vòng       | Thí sinh bị loại | Thí sinh bị loại |
| ----------------- | ---------- | ---------------- | ---------------- |
| Vòng 1 (120 giây) | Câu hỏi 1  | MIT              | Lee Da-eun       |
| Vòng 1 (120 giây) | Câu hỏi 1  | SNU              | Jo Jun-hyeong    |
| Vòng 1 (120 giây) | Câu hỏi 1  | KAIST            | Choi Yu-chan     |
| Vòng 1 (120 giây) | Câu hỏi 1  | POSTECH          | Lee Ju-yeong     |
| Vòng 1 (120 giây) | Câu hỏi 2  | KU               | Lee Hyun-seung   |
| Vòng 1 (120 giây) | Câu hỏi 3  | OXFORD           | Lee Seung-chan   |
| Vòng 1 (120 giây) | Câu hỏi 3  | OXFORD           | Choi Won-jin     |
| Vòng 1 (120 giây) | Câu hỏi 3  | YONSEI           | Yang Hyun-seung  |
| Vòng 1 (120 giây) | Câu hỏi 3  | POSTECH          | Choi Jin-hyeon   |
| Vòng 1 (120 giây) | Câu hỏi 4  | OXFORD           | Jang Mun-hyeok   |
| Vòng 1 (120 giây) | Câu hỏi 4  | KU               | Seo Ha-eun       |
| Vòng 1 (120 giây) | Câu hỏi 4  | KU               | Choi Sung-hyeon  |
| Vòng 1 (120 giây) | Câu hỏi 4  | KAIST            | Oh Hyung-seok    |
| Vòng 1 (120 giây) | Câu hỏi 4  | POSTECH          | Ha Min-su        |
| Vòng 2 (110 giây) | Câu hỏi 5  | —                | —                |
| Vòng 2 (110 giây) | Câu hỏi 6  | SNU              | Woo Su-han       |
| Vòng 2 (110 giây) | Câu hỏi 7  | YONSEI           | Lee Seung-chan   |
| Vòng 2 (110 giây) | Câu hỏi 7  | YONSEI           | Im Jeong-hoon    |
| Vòng 2 (110 giây) | Câu hỏi 8  | MIT              | Park Min-seok    |
| Vòng 2 (110 giây) | Câu hỏi 8  | MIT              | Jeon Hyeon-woo   |
| Vòng 2 (110 giây) | Câu hỏi 8  | MIT              | Heo Seo-yoon     |
| Vòng 3 (100 giây) | Câu hỏi 9  | —                | —                |
| Vòng 3 (100 giây) | Câu hỏi 10 | —                | —                |
| Vòng 3 (100 giây) | Câu hỏi 11 | KU               | Kang Ra-el       |
| Vòng 3 (100 giây) | Câu hỏi 11 | POSTECH          | Jeon Ji-sung     |
| Vòng 3 (100 giây) | Câu hỏi 12 | OXFORD           | Ha Eun           |
| Vòng 3 (100 giây) | Câu hỏi 12 | KAIST            | Park Ji-sung     |
| Vòng 4 (90 giây)  | Câu hỏi 13 | —                | —                |
| Vòng 4 (90 giây)  | Câu hỏi 14 | YONSEI           | Park Se-hwan     |
| Vòng 4 (90 giây)  | Câu hỏi 15 | —                | —                |
| Vòng 4 (90 giây)  | Câu hỏi 16 | —                | —                |
| Vòng 5 (80 giây)  | Câu hỏi 17 | —                | —                |
| Vòng 5 (80 giây)  | Câu hỏi 18 | —                | —                |
| Vòng 5 (80 giây)  | Câu hỏi 19 | —                | —                |
| Vòng 5 (80 giây)  | Câu hỏi 20 | —                | —                |
| Vòng 6 (70 giây)  | Câu hỏi 21 | SNU              | Yook Jun-hyeong  |
| Vòng 6 (70 giây)  | Câu hỏi 22 | KAIST            | Hwang Gi-hyeon   |
| Vòng 6 (70 giây)  | Câu hỏi 23 | —                | —                |
| Vòng 6 (70 giây)  | Câu hỏi 24 | —                | —                |
| Vòng 7 (60 giây)  | Câu hỏi 25 | —                | —                |
| Vòng 7 (60 giây)  | Câu hỏi 26 | —                | —                |
| Vòng 7 (60 giây)  | Câu hỏi 27 | —                | —                |
| Vòng 7 (60 giây)  | Câu hỏi 28 | SNU              | Kim Gyu-min      |

## Giải thưởng và đề cử
| Năm  | Giải thưởng             | Hạng mục                                  | Người được đề cử              | Kết quả | Chú thích |
| ---- | ----------------------- | ----------------------------------------- | ----------------------------- | ------- | --------- |
| 2024 | Giải thưởng ContentAsia | Chương trình trò chơi gốc châu Á hay nhất | Elite League (University War) | Đề cử   | [ 15 ]    |